# Gibraltar
Gibraltar (deutsch [ɡiˈbʁaltaʁ], englisch [dʒɪˈbɹɒltə], spanisch [xiβɾalˈtaɾ]) ist ein britisches Überseegebiet an der Südspitze der Iberischen Halbinsel. Es steht nach dem Spanischen Erbfolgekrieg seit 1704 unter der Souveränität des Königreichs Großbritannien bzw. des Vereinigten Königreichs und wurde 1713 von Spanien offiziell im Frieden von Utrecht abgetreten, wird jedoch seitdem von Spanien beansprucht.

## Geographie
Gibraltar ist eine Halbinsel, die die Bucht von Algeciras östlich begrenzt, und liegt an der Nordseite der Straße von Gibraltar, an der Europa und Afrika sich am nächsten sind. Das Territorium umfasst eine Landfläche von 6,5 km², wobei die Grenze zwischen Gibraltar und Spanien nur 1,2 Kilometer lang ist. Auf der spanischen Seite der Grenze liegt die Stadt La Línea de la Concepción. Die von Gibraltar beanspruchte Meeresfläche reicht bis zu drei Seemeilen vor die Küste.

### Geologie
Gibraltar besteht aus einem flachen, größtenteils sandigen Gebiet und dem Felsen von Gibraltar. Der an der Ostseite spektakulär steil aus dem Meer aufragende Kalksteinfelsen (engl. Upper Rock, span. Peñón) fällt schon von weitem über der Bucht von Algeciras ins Auge. Er ist von Nord nach Süd etwa 4 Kilometer lang und bis zu 1,2 Kilometer breit. Die Spitze des Felsens erreicht eine Höhe von 426 m. Er besteht hauptsächlich aus dem im Jura gebildeten Kalkstein und ist damit älter als die benachbarten südspanischen Felsen. Der flache Teil Gibraltars konnte durch Landgewinnung etwas vergrößert werden. Das Material stammt zum größten Teil aus dem Inneren des Felsens, das beim Bau der insgesamt etwa 50 Kilometer Tunnel anfiel. Neben den künstlichen Hohlräumen besitzt der Felsen eine ganze Reihe von natürlich entstandenen Höhlen.

### Klima
Das Wetter in Gibraltar wird wesentlich durch den Levante (Ostwind) und den Poniente (Westwind) bestimmt. Diese lokalen Winde entstehen durch das Atlas-Gebirge im Süden und die Sierra Nevada im Norden.
|                       | Jan  | Feb  | Mär  | Apr  | Mai  | Jun  | Jul  | Aug  | Sep  | Okt  | Nov  | Dez  |   |      |
| Mittl. Tagesmax. (°C) | 15,7 | 16,6 | 18,4 | 20,0 | 22,6 | 25,4 | 28,1 | 28,6 | 26,3 | 22,9 | 19,1 | 16,6 | ⌀ | 21,7 |
| Mittl. Tagesmin. (°C) | 10,2 | 10,7 | 12,3 | 13,4 | 15,4 | 18,0 | 20,1 | 20,8 | 19,4 | 16,9 | 13,9 | 11,4 | ⌀ | 15,2 |
|                       |      |      |      |      |      |      |      |      |      |      |      |      |   |      |
| Niederschlag (mm)     | 121  | 100  | 75   | 60   | 35   | 11   | 1    | 6    | 15   | 64   | 141  | 146  | Σ | 775  |
|                       |      |      |      |      |      |      |      |      |      |      |      |      |   |      |
| Sonnenstunden (h/d)   | 4,7  | 5,1  | 6,6  | 7,8  | 9,3  | 10,6 | 10,5 | 10,0 | 8,0  | 6,4  | 4,3  | 4,3  | ⌀ | 7,3  |
|                       |      |      |      |      |      |      |      |      |      |      |      |      |   |      |
| Regentage (d)         | 8    | 8    | 7    | 7    | 3    | 2    | 0    | 0    | 2    | 5    | 7    | 9    | Σ | 58   |
|                       |      |      |      |      |      |      |      |      |      |      |      |      |   |      |
| Wassertemperatur (°C) | 15   | 15   | 15   | 15   | 17   | 18   | 20   | 21   | 20   | 19   | 17   | 16   | ⌀ | 17,3 |
|                       |      |      |      |      |      |      |      |      |      |      |      |      |   |      |
| Luftfeuchtigkeit (%)  | 78   | 75   | 73   | 72   | 69   | 71   | 69   | 71   | 75   | 77   | 77   | 76   | ⌀ | 73,6 |

| 10,2 |

| 10,7 |

| 12,3 |

| 13,4 |

| 15,4 |

| 18,0 |

| 20,1 |

| 20,8 |

| 19,4 |

| 16,9 |

| 13,9 |

| 11,4 |

| 10,2 |

| 10,7 |

| 12,3 |

| 13,4 |

| 15,4 |

| 18,0 |

| 20,1 |

| 20,8 |

| 19,4 |

| 16,9 |

| 13,9 |

| 11,4 |

### Boden und Flächennutzung

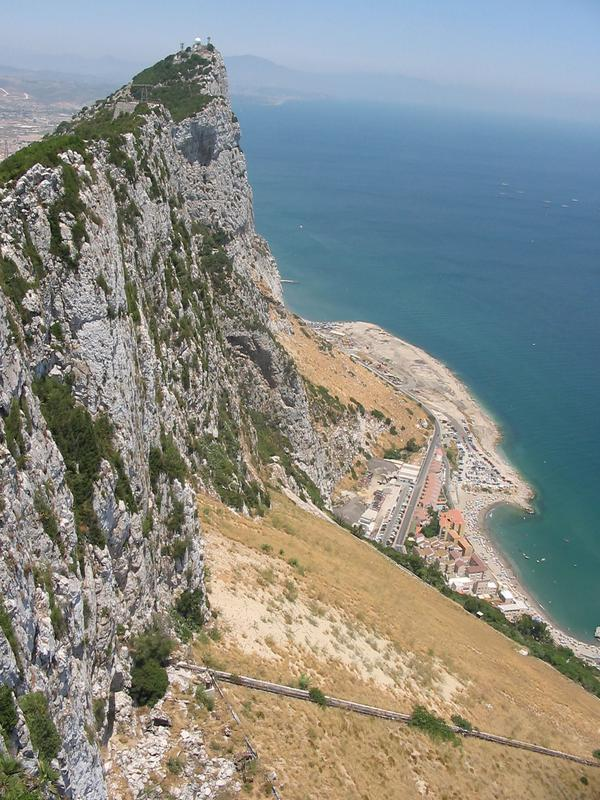
Ostseite von Gibraltar

Karte Gibraltars

Gibraltar gliedert sich in das Naturschutzgebiet Upper Rock, das Stadtgebiet, die Ostseite und den zu Gibraltar gehörenden Teil des Mittelmeeres, insbesondere der Bucht von Gibraltar.
Das Naturschutzgebiet wurde am 1. April 1993 gegründet und ist gegen Gebühr zu besichtigen.
Die Stadt Gibraltar erstreckt sich auf dem schmalen Streifen der Westseite, auf der der Felsen flacher zum Meer abfällt. Während die Westseite stark bevölkert ist, leben auf der Ostseite nur wenige Menschen in den beiden Dörfern Catalan Bay und Sandy Bay. Im Norden der Halbinsel befinden sich an der Grenze zu Spanien der Flughafen, einige militärische Einrichtungen und ein Friedhof für Gefallene aus den Weltkriegen. Im Nordwesten ist ein modernes, mit Hochhäusern bebautes Viertel entstanden, in dem auch eine Marina und Terminals für Fähren gebaut wurden. Südlich davon finden sich am Ufer der Militärhafen und ein Industriegebiet, in dem zum Beispiel einige Trockendocks vorzufinden sind. Das touristische Zentrum im Westen bilden die Main Street und die umliegenden Straßen und Plätze, die teilweise autofrei sind.
Da es keine natürlichen Süßwasservorkommen gibt, wurde lange Zeit Regenwasser aufgefangen und, wo möglich, Salzwasser verwendet. So entstand beispielsweise 1908 ein 130.000 m² großes Auffangbecken für Regenwasser auf der Ostseite der Halbinsel, das allerdings inzwischen abgebaut wurde. Heute wird das benötigte Süßwasser durch Meerwasserentsalzung produziert.

### Fauna und Flora

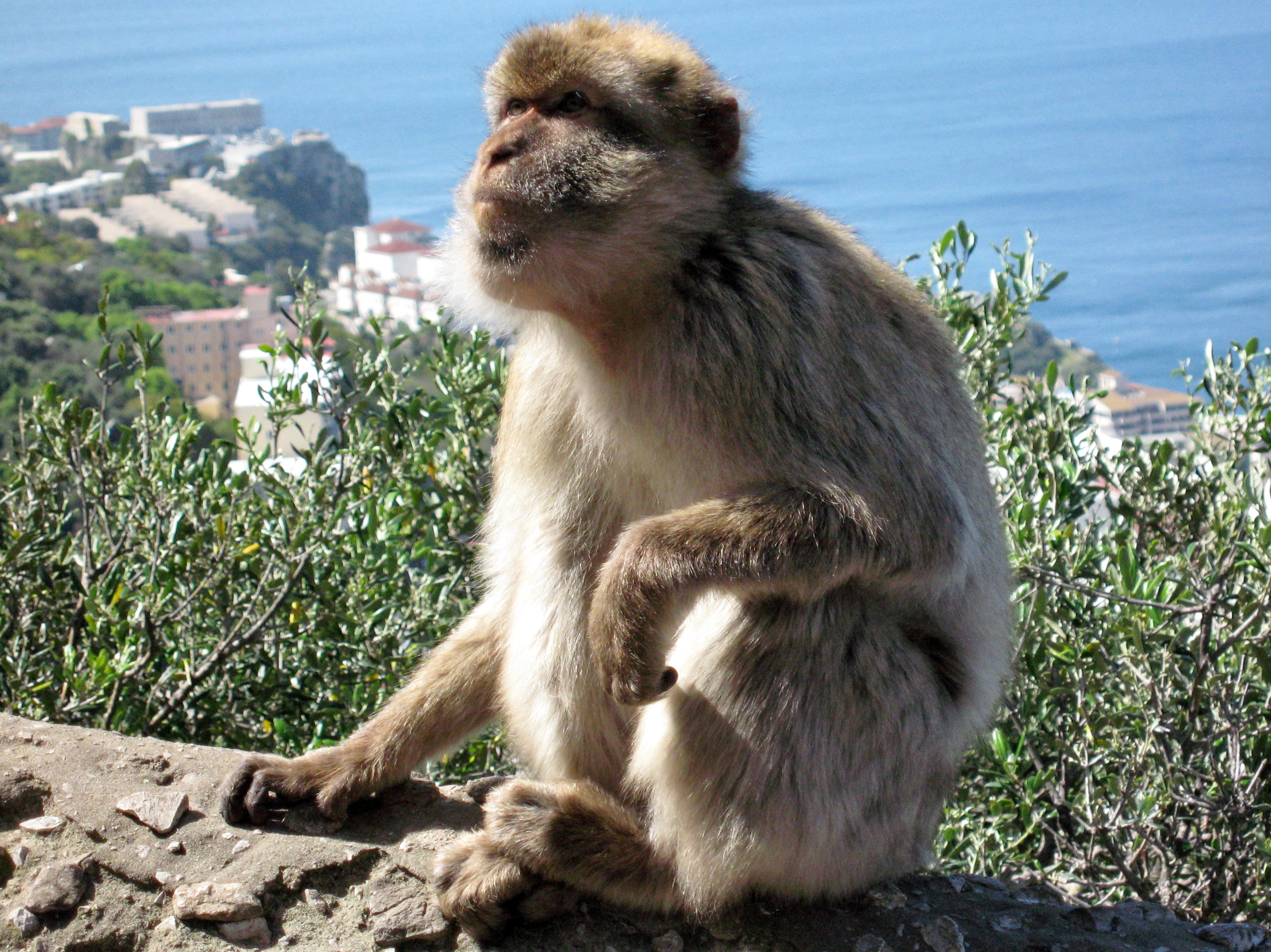
Berberaffe in Gibraltar

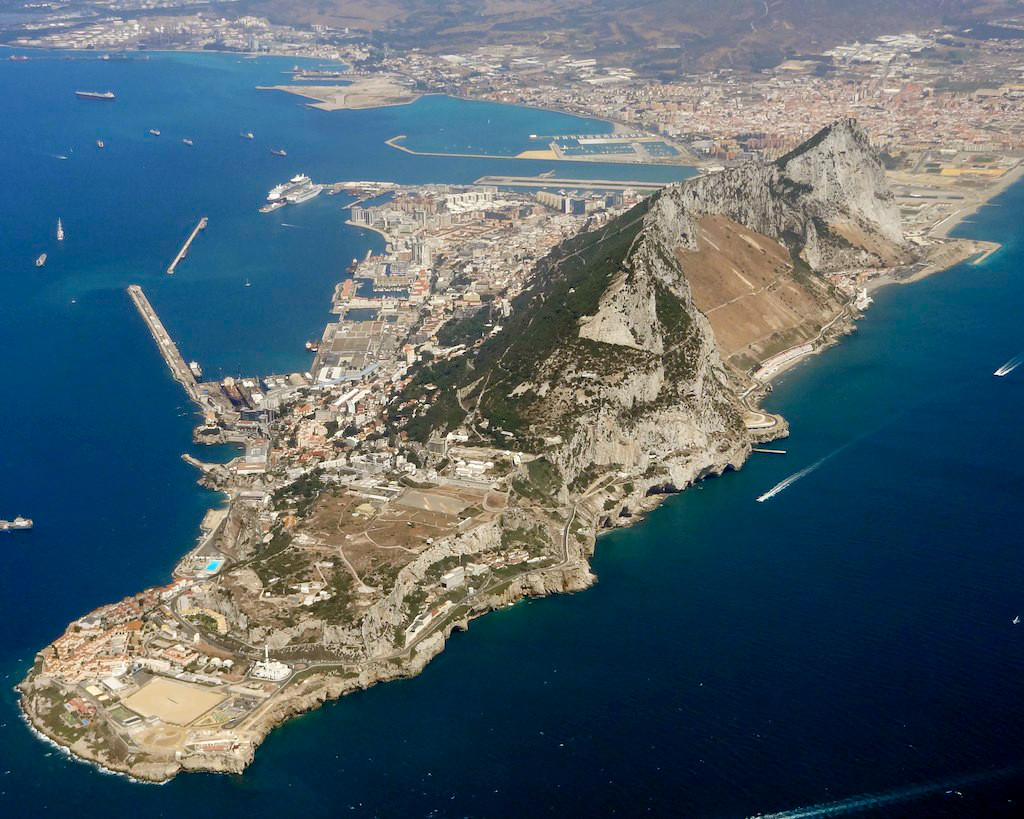
Luftaufnahme von Gibraltar

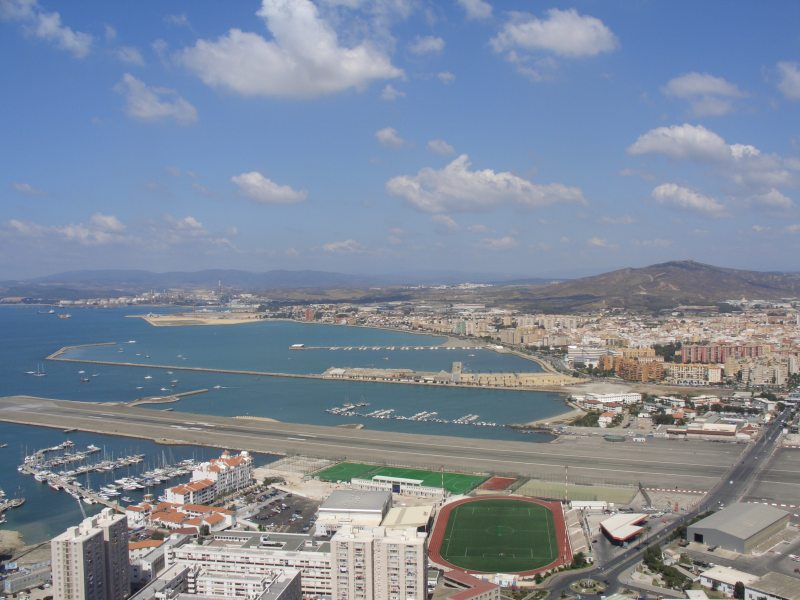
Gibraltar, jenseits der Start- und Landebahn ist Spanien

Neben dem Naturschutzgebiet Upper Rock ist auch das gesamte Meeresgebiet von Gibraltar seit dem 1. Januar 1996 unter Schutz gestellt.
Gibraltar ist der einzige Ort in Europa, an dem Affen (Tierart: Berberaffe oder Magot, Macaca silvanus) freilebend vorkommen. Deswegen nennt man Gibraltar auch den „Affenfelsen“. Die Affen werden zwar allgemein als freilebend bezeichnet, führen aber eher eine Existenz nach Art eines Lebens im Wildpark, bei dem sie regelmäßig von Menschen gefüttert werden.

### Sehenswürdigkeiten

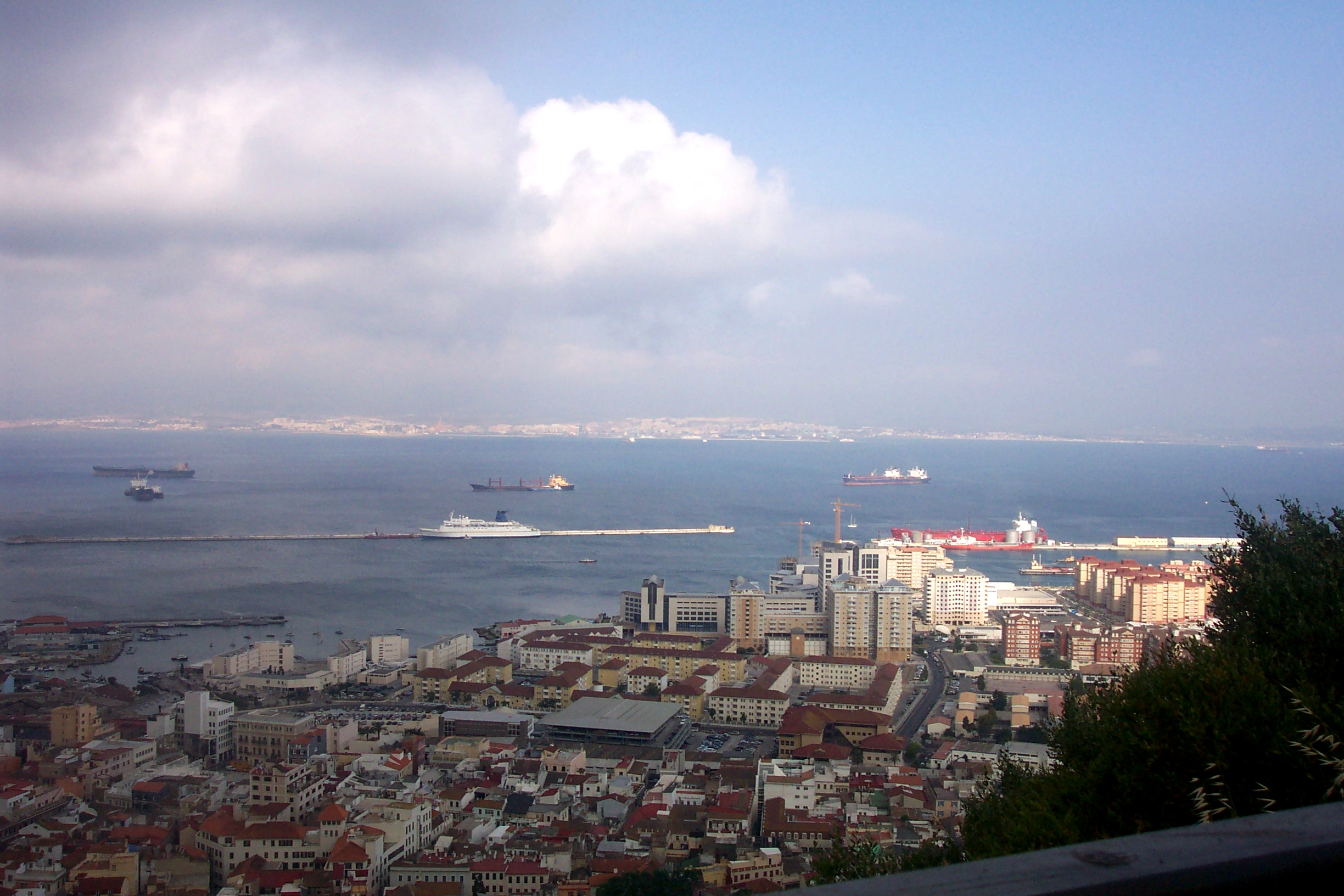
Blick auf Algeciras

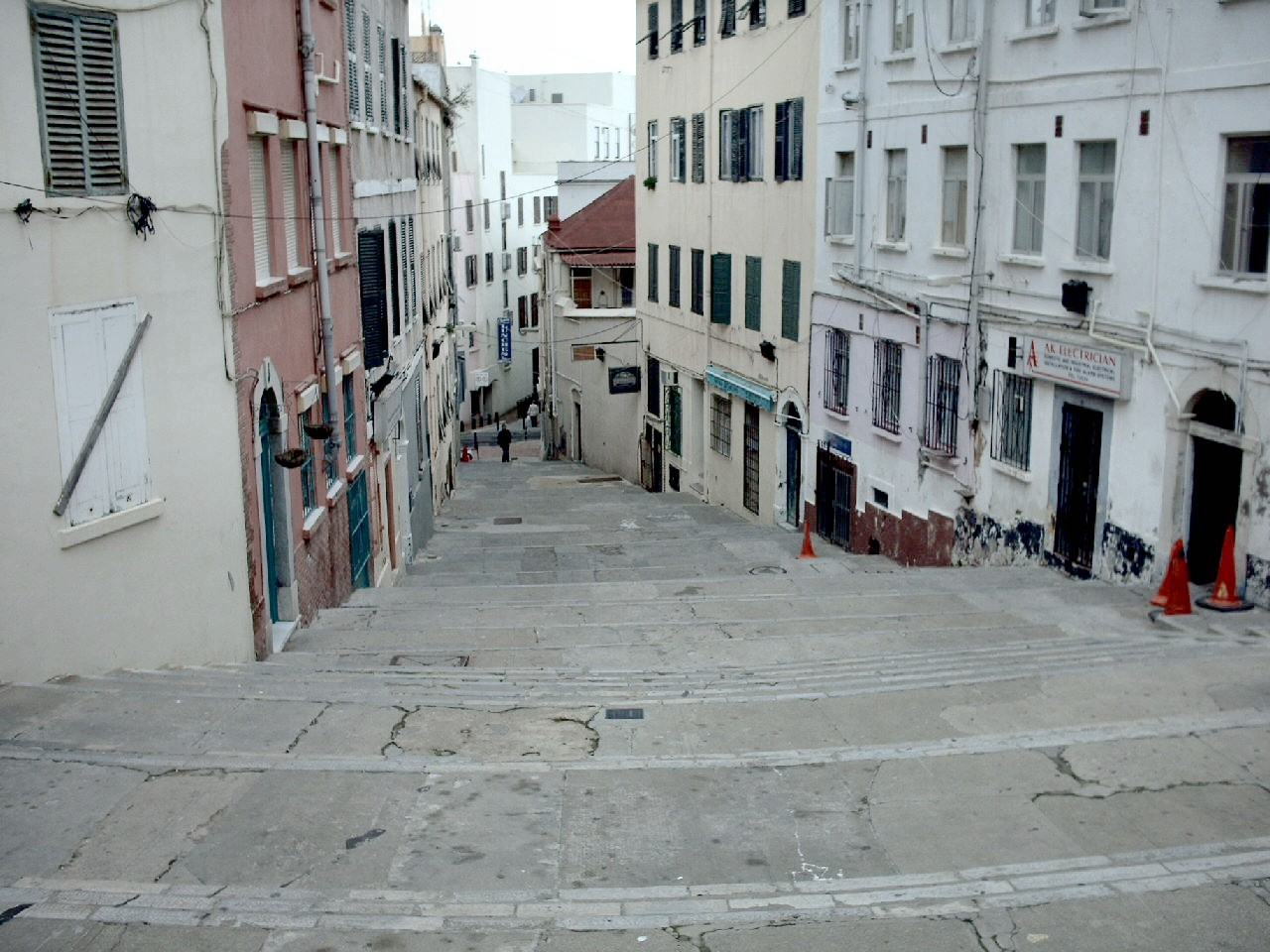
Treppen im höher gelegenen Teil von Gibraltar

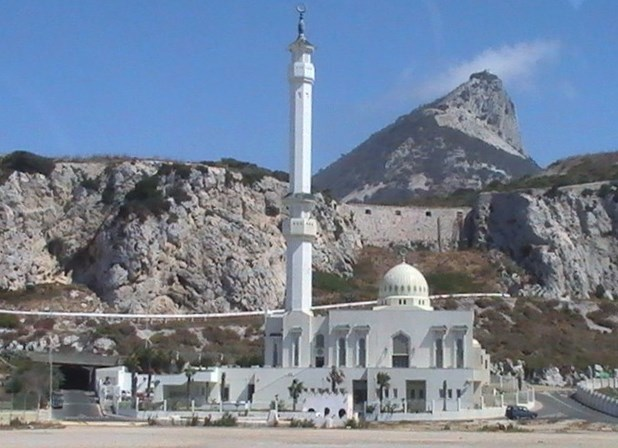
Moschee am Europa-Point

- Der Fels von Gibraltar mit dessen Aussichtspunkten und der Ruine der Maurischen Burg (Moorish Castle)
- Die Berberaffen: Die Herkunft dieser Tiere ist nicht genau geklärt, wahrscheinlich wurden sie irgendwann aus Marokko von Menschen eingeführt. Allerdings waren Berberaffen früher auch in Süd- und Mitteleuropa heimisch, die Affen von Gibraltar könnten also auch von europäischen Vorfahren abstammen. Eine Legende besagt, dass die britische Herrschaft in Gibraltar beendet sei, sobald der letzte Affe den Felsen verlassen hätte. Hintergrund dieser Legende ist eine Geschichte aus der Zeit der Belagerung Gibraltars von 1779 bis 1783 (während des Amerikanischen Unabhängigkeitskrieges): Damals sollen die Engländer von den Tieren vor einem Nachtangriff der Spanier und Franzosen gewarnt worden sein. Der britische Premierminister Winston Churchill ließ Berberaffen aus Marokko importieren, um den vermutlich wegen Inzucht kränkelnden Affenstamm wieder zu stärken, und hatte damit Erfolg.
- Die Tropfsteinhöhle St. Michael’s Cave
- Die Gorham-Höhle mit Neandertaler-Funden.
- Die in den Felsen geschlagenen Verteidigungsanlagen der Belagerung von 1779 bis 1783 (Great Siege Tunnels)
- Die Tunnelanlage und Geschützstellungen aus dem Zweiten Weltkrieg (Festungsmuseum).
- Die „Main Street“ zum Einkauf weitgehend steuerfreien Alkohols und preisgünstiger Tabakwaren; an der Straße die römisch-katholische Kathedrale von Gibraltar
- Im Süden der Stadt liegt der kleine Trafalgar-Friedhof
- An der Südspitze des Felsens, dem Europa Point – die Südspitze der iberischen Halbinsel befindet sich allerdings nicht hier, sondern rund 25 km südwestlich (→ Punta de Tarifa) –, stehen der 1841 eröffnete Leuchtturm von Gibraltar (Gibraltar Trinity Lighthouse) und das Heiligtum Unserer Lieben Frau von Europa. In den 1990er-Jahren wurde hier die Ibrahim-al-Ibrahim-Moschee, eine der größten Moscheen in einem nichtislamischen Land, errichtet.
- Vier orthodoxe Synagogen, davon eine mit Glocke.
- das Gibraltar North Mole Lighthouse

## Demografie
Gibraltar ist eines der am dichtesten besiedelten Gebiete der Erde. 32.577 Personen wohnen in Gibraltar. Die Bevölkerungsdichte beträgt 5012 Einwohner pro Quadratkilometer (2012), die unbesiedelten Gebiete von Upper Rock mitgerechnet. Mittels Landgewinnung wird versucht, der Platznot Herr zu werden.
Überalterung ist seit den 1990er-Jahren ein immer größer werdendes Problem. Die Lebenserwartung der Bewohner liegt bei 78,5 Jahren für Männer, und 83,3 Jahren für Frauen. Die Geburtenrate liegt bei jährlich 10,67 Geburten pro 1000 Einwohner. Auf eine Frau kommen im Schnitt 1,65 Neugeborene. Die Kindersterblichkeit liegt bei 0,483 %. Das Bevölkerungswachstum ist mit 0,11 % pro Jahr sehr niedrig.

### Bevölkerungsentwicklung
| Jahr | Einwohnerzahl |
| ---- | ------------- |
| 1950 | 22.039        |
| 1960 | 23.394        |
| 1970 | 28.560        |
| 1980 | 30.272        |
| 1990 | 29.164        |
| 2000 | 31.180        |
| 2010 | 33.189        |
| 2017 | 34.571        |

### Ethnien
Die meisten Einwohner Gibraltars sind britischer, spanischer, italienischer oder portugiesischer Herkunft. Alle Gibraltarer haben einen britischen Pass. Die Ausländerbehörde stellt Einwanderern zusätzlich zu ihrer alten Staatsbürgerschaft einen britischen Pass für Gibraltar aus. Gemäß einer Analyse der Familiennamen im Wählerregister von 1995 waren 27 % britischer, 26 % spanischer (meist andalusischer, jedoch 2 % menorquinischer), 19 % italienischer, 11 % portugiesischer, 8 % maltesischer, 3 % israelischer Herkunft. Weitere 4 % kamen aus anderen Staaten, während bei 2 % die Herkunft nicht eruierbar war.

### Religion
Der Großteil der Bevölkerung ist mit über 78 Prozent katholisch. Das Gebiet Gibraltars bildet das Bistum Gibraltar; als Nationalheiligtümer werden die Kathedrale St. Mary the Crowned und das Heiligtum Unserer Lieben Frau von Europa angesehen. An zweiter Stelle folgt konfessionell die Anglikanische Kirche mit rund sieben Prozent der Bevölkerung. Die Cathedral of the Holy Trinity ist Bischofskirche der Diözese in Europa der Church of England für ganz Kontinentaleuropa. Für die vier Prozent Muslime steht mit der Ibrahim-al-Ibrahim-Moschee eine der größten Moscheen Europas als Versammlungsraum zur Verfügung. Weiter wohnen in Gibraltar auch Angehörige weiterer christlicher Konfessionen (3 %), Juden (2 %), Hindus (2 %) und Anhänger mehrerer anderer Religionen.

### Sprachen
Einzige Amtssprache Gibraltars ist Englisch, die meisten Einwohner sprechen daneben auch Spanisch. Obgleich nur Englisch offiziellen Charakter besitzt, sind viele Verkehrs-, Straßen- und Hinweisschilder zusätzlich in spanischer Sprache beschriftet. Darüber hinaus sprechen viele Einwohner als Umgangssprache Llanito, einen Dialekt, der größtenteils auf andalusischem Spanisch basiert, jedoch auch einige Elemente des Englischen und verschiedener südeuropäischer Sprachen enthält.

## Geschichte

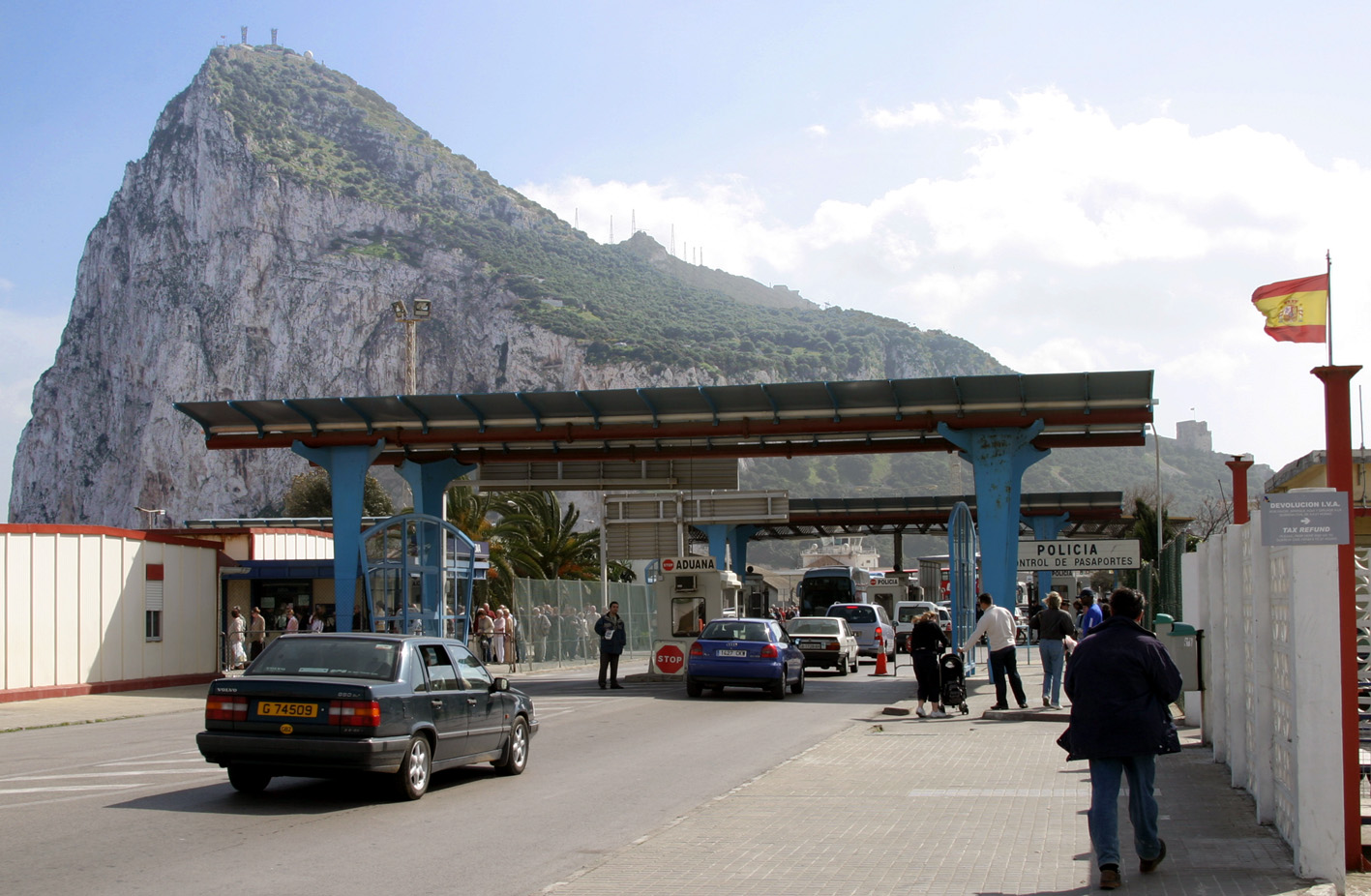
Grenzübergang zwischen Spanien und Gibraltar

Natürliche Höhlen im Felsen von Gibraltar gelten als die letzten Rückzugsgebiete der Neandertaler in Europa. Gesicherte Spuren weisen auf eine Besiedlung der Gorham-Höhle noch vor etwa 28.000 Jahren hin.
Im Altertum galt Gibraltar als eine der Säulen des Herakles. Karthagische und römische Spuren in Gibraltar (lat. Mons Calpe) sind nicht bekannt. Nach dem Untergang Westroms gründeten die Westgoten auf der Iberischen Halbinsel ein Königreich, das auch Gibraltar umfasste. Das Westgotenreich wurde ab
711 von muslimischen Arabern und Berbern erobert.
Erst in dieser Zeit erhielt die markante Landspitze den Namen Gibraltar. Diese spanische Form des arabischen جبل طارق Dschabal Ṭāriq bedeutet Berg des Tarik und erinnert an Tāriq ibn Ziyād, dem maurischen Feldherrn, der das muslimische Invasionsheer anführte und die strategische Bedeutung des Felsens für die Eroberung der iberischen Halbinsel erkannte. Um etwa 1160 entstand eine erste Festung in Gibraltar, die in den kommenden Jahrhunderten ausgebaut wurde und heute als Moorish Castle bekannt ist. Die Muslime beherrschten Gibraltar bis zur Reconquista 1462 (von 1309 bis 1333 erstmals kastilisch durch Ferdinand IV.).
Am 25. April 1607 fand während des Achtzigjährigen Krieges die Schlacht bei Gibraltar statt. Dabei überraschte eine niederländische Flotte eine in der Bucht von Gibraltar ankernde spanische Flotte und vernichtete sie.
Nachdem die spanischen Habsburger die Vorherrschaft in Europa am Ende des Dreißigjährigen Krieges 1648 verloren hatten, kämpften Niederländer und Engländer um die Kontrolle der Ozeane. Dies war die Zeit der vier Englisch-Niederländischen Seekriege, die in der Zeit zwischen 1652 und 1784 stattfanden. So wurde beispielsweise der Zweite Englisch-Niederländische Seekrieg dadurch ausgelöst, dass ein niederländischer Geleitzug im Dezember 1664 in der Straße von Gibraltar von den Engländern überfallen wurde. Zwischen diesen Auseinandersetzungen kam es immer wieder zu Friedensschlüssen und gemeinsamen Aktionen gegen Dritte. Eine dieser gemeinsamen Aktionen war die Eroberung Gibraltars am 4. August 1704 durch Prinz Georg von Hessen-Darmstadt im Spanischen Erbfolgekrieg an Bord der englisch-holländischen Flotte unter Admiral Sir George Rooke. Die spanische Besatzung wurde dabei in Abwandlung militärischer Taktik nicht im Morgengrauen, sondern während der Siesta am Nachmittag überrascht. Die anschließende Belagerung Gibraltars durch Spanien blieb erfolglos. 1713 wurde das Gebiet im Vertrag von Utrecht formell den Briten zugesprochen und ist seit 1830 britische Kronkolonie. Während des Englisch-Spanischen Krieges von 1727–1729 belagerten Truppen von Philipp V. vergeblich Gibraltar. Zwischen 1779 und 1783 versuchten spanische und französische Truppen erneut, die Festung zu erobern (Great Siege). In dieser Zeit wurden die ersten Tunnel, die sogenannten Great Siege Tunnels, gegraben.

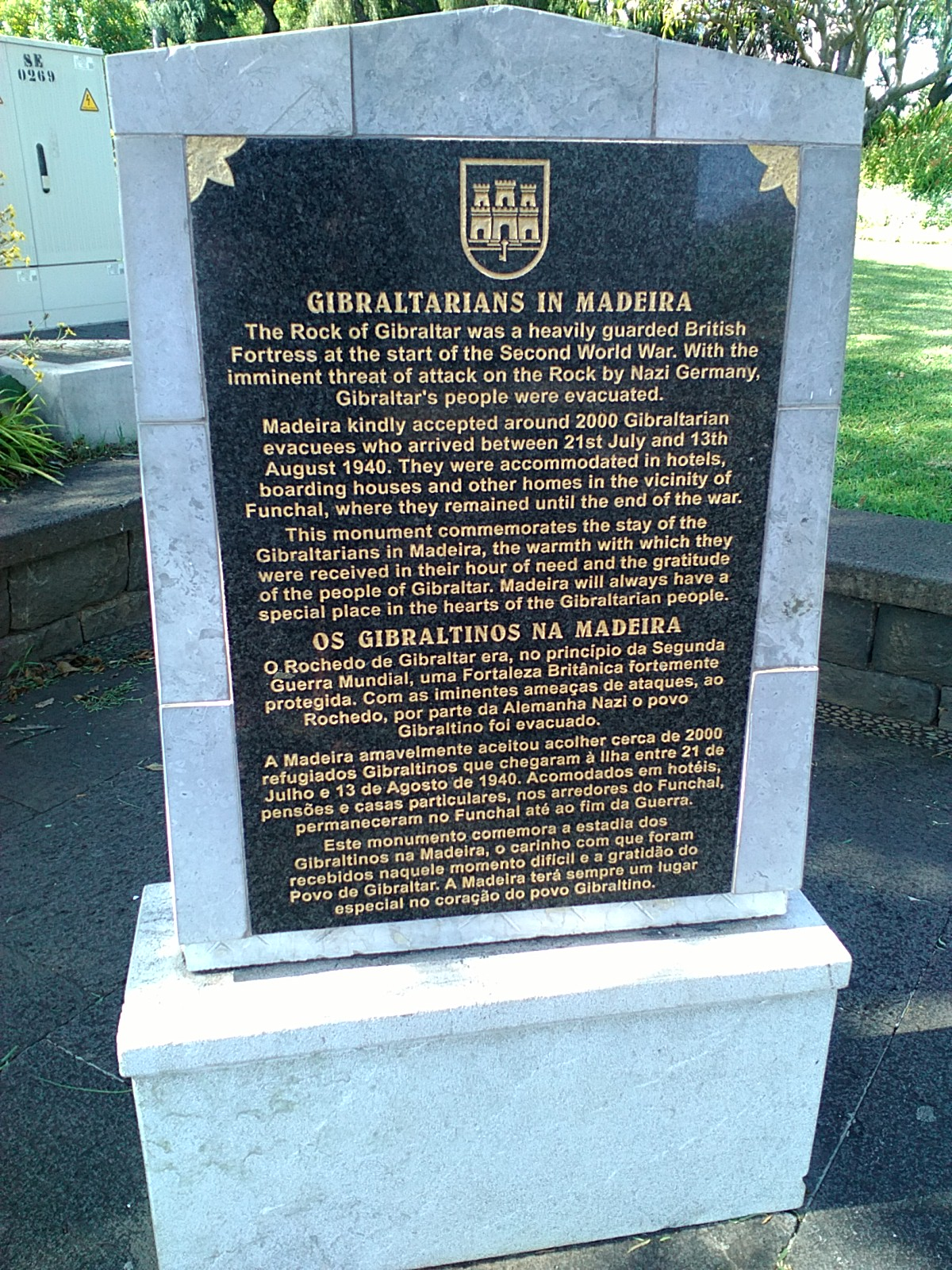
Gedenkstein für die Evakuierung nach Madeira

Während des Zweiten Weltkrieges wurde die Zivilbevölkerung Gibraltars nach Madeira umgesiedelt. In dieser Zeit wurde der Felsen in eine unterirdische Festung für bis zu 15.000 Soldaten umgewandelt. Die Tunnel, die sogenannten World War II Tunnels, können heute in Teilen besichtigt werden. Ziel dieser Befestigung war es, einem möglichen Angriff der deutschen Wehrmacht begegnen zu können. Diese hatte mit einem ersten Operationsentwurf vom 20. August 1940 die Eroberung des Stützpunktes geplant. Das Unternehmen Felix wurde jedoch nie durchgeführt, da Spanien neutral blieb. Bei einem Vergeltungsschlag für die britische Operation Catapult in Mers-el-Kébir bombardierten Luftstreitkräfte des restfranzösischen Vichy-Regimes Gibraltar am 5. Juli 1940. Vor Beginn der anglo-amerikanischen Invasion Französisch-Nordafrikas, der Operation Torch, schlug der US-amerikanische General Dwight D. Eisenhower sein Hauptquartier am 5. November 1942 in Gibraltar auf. Drei Tage später begann die Invasion Marokkos mit 300.000 Soldaten. Letzten Endes blieb Gibraltar der einzige Teil des nichtneutralen westeuropäischen Festlands, der zu keiner Zeit von NS-Deutschland oder seinen Verbündeten besetzt war.
Vor Gibraltar kam der Premierminister der polnischen Exilregierung, General Władysław Sikorski, bei einem Flugunfall am 4. Juli 1943 ums Leben.
Die Straße von Gibraltar, die das Mittelmeer mit dem Atlantik verbindet, ist für das Militär von großer strategischer Bedeutung. Das Vereinigte Königreich unterhält in Gibraltar einen Flottenstützpunkt.
Seit langem kommt es zu Spannungen zwischen dem Vereinigten Königreich und Spanien, weil Spanien die Hoheit über Gibraltar wiedererlangen möchte. Die Grenze nach Spanien war von 1969 bis 1985 geschlossen. Seit 1946 steht das Territorium auf der UN-Liste der Hoheitsgebiete ohne Selbstregierung. Bei einem Referendum am 7. November 2002 (Wahlbeteiligung: fast 90 %) stimmten 99 % der Wähler für einen Verbleib unter britischer Herrschaft. Nur 187 Bewohner waren für eine geteilte Souveränität.
Am 18. September 2006 schlossen der Außenminister Spaniens und der Europaminister des Vereinigten Königreichs sowie der Chief Minister of Gibraltar Peter Caruana in Córdoba einen Vertrag zur Zusammenarbeit. Darin wird festgelegt, dass ein neues Terminal für den Flughafen Gibraltar gebaut wird, sodass der Flughafen auch von spanischer Seite aus genutzt werden kann. Außenminister Spaniens war damals Miguel Ángel Moratinos (Kabinett Zapatero I), Europaminister des Vereinigten Königreichs war Geoff Hoon (Kabinett Blair III). Ab dem 16. Dezember 2006 gab es (zum ersten Mal seit Jahrzehnten) einen Linienflug von Spanien nach Gibraltar (Näheres hier). Außerdem wurden Regelungen über das Telefonnetz, die Entschädigung von spanischen Arbeitern, die nach der Schließung der Grenze 1969 ihre Arbeit verloren hatten, und eine Erleichterung der Grenzkontrollen auf der Landseite getroffen. Weiterhin soll eine Dépendance des Instituto Cervantes in Gibraltar eröffnet werden. Am 21. Juli 2009 kam Außenminister Moratinos als erster Vertreter der spanischen Regierung seit Beginn der britischen Souveränität über Gibraltar zu einem offiziellen Besuch nach Gibraltar.

### Befestigungsanlagen von Gibraltar

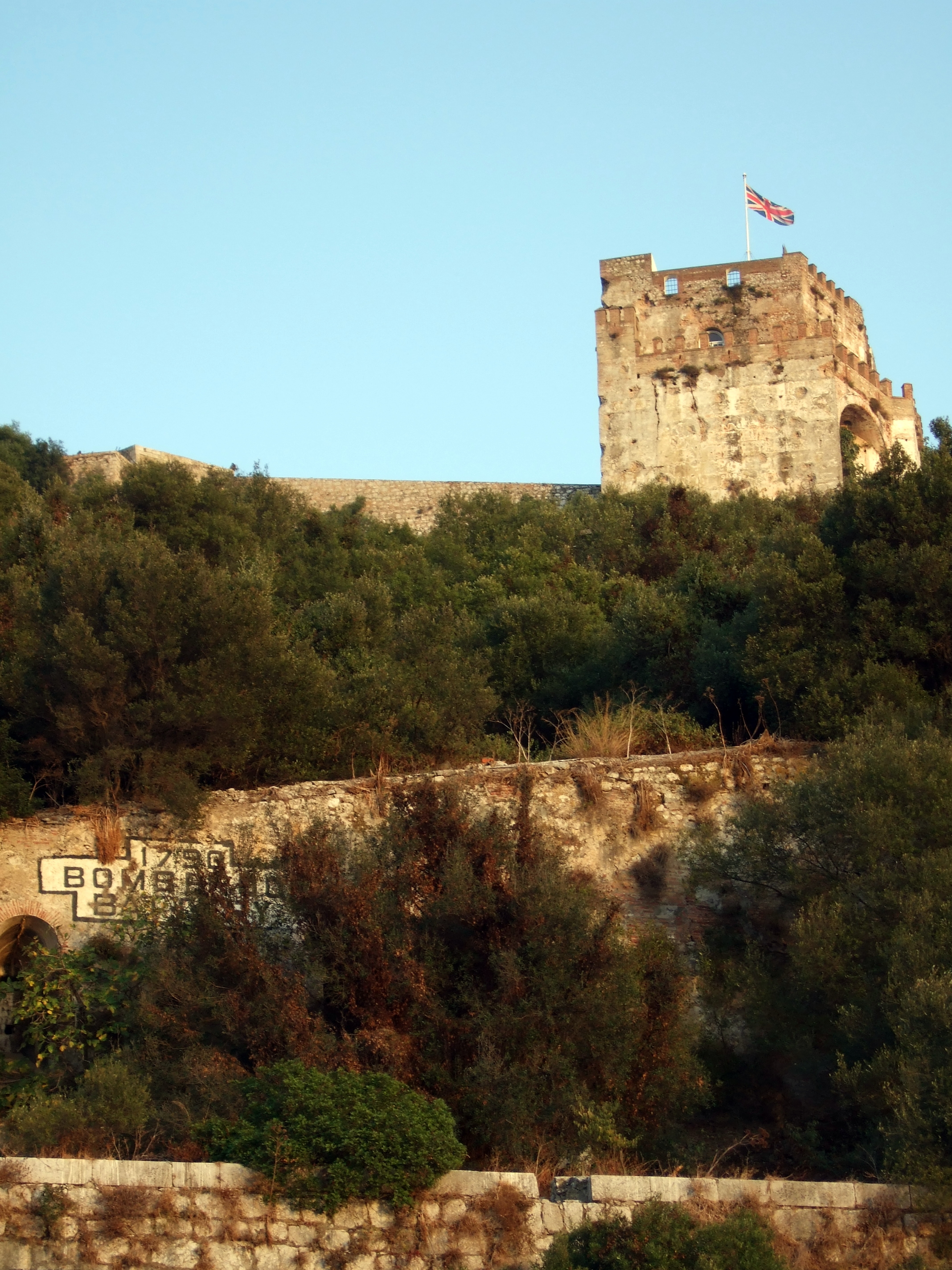
Mittelalterliche Maurische Burg (Moorish Castle) auf dem Felsen von Gibraltar
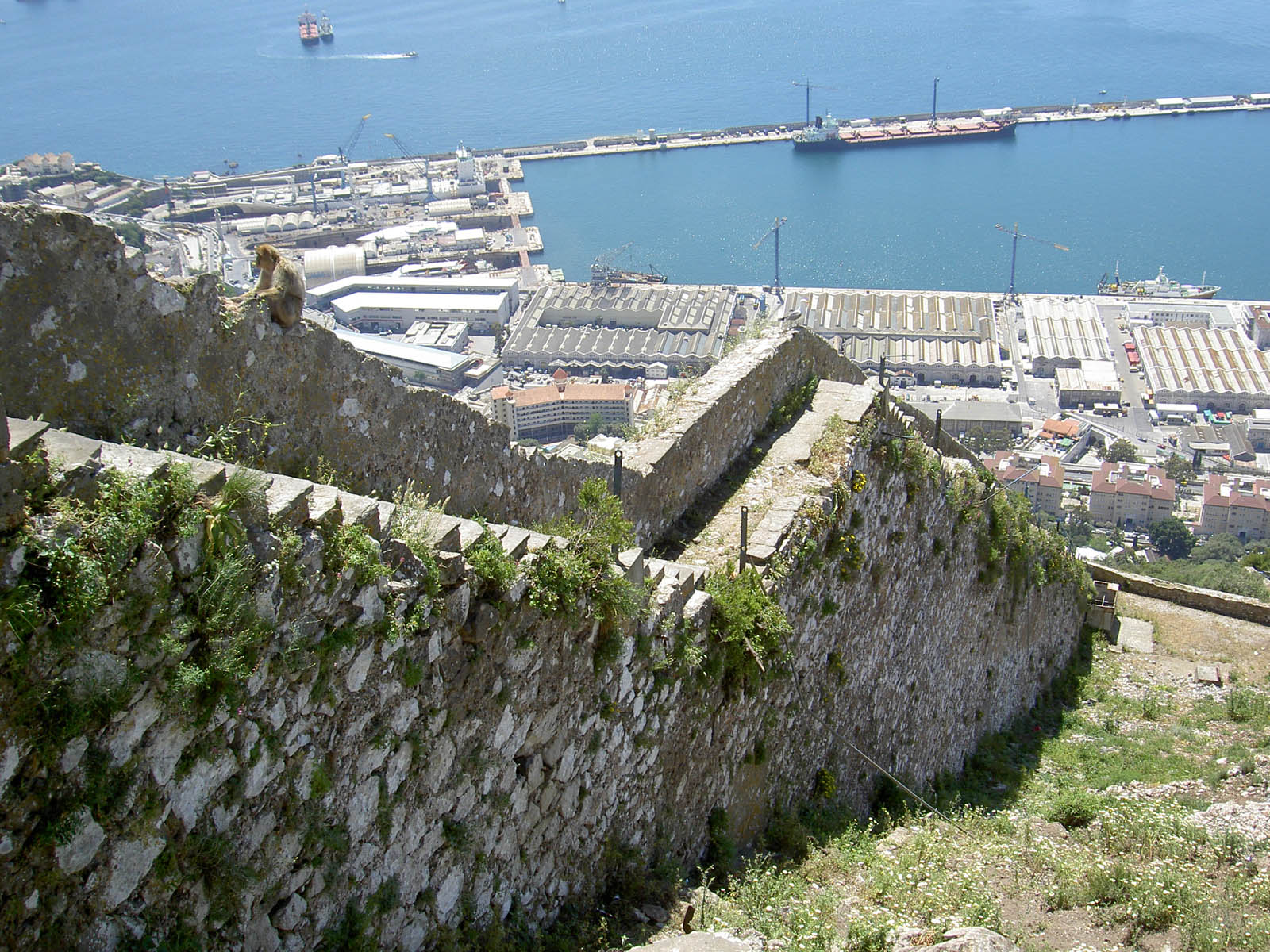
Die Mauer von Karl V. (1552)
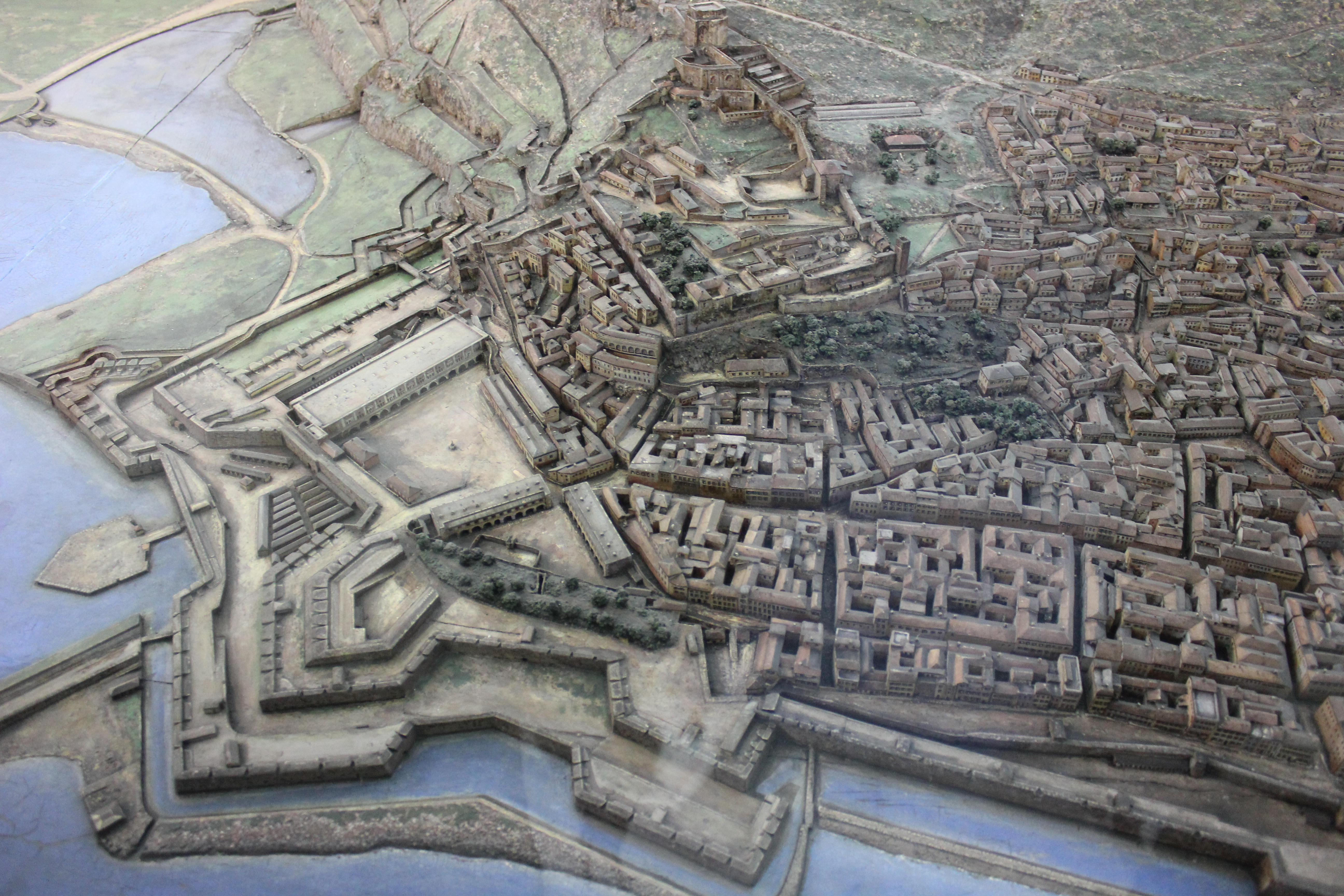
Festungsmodell aus dem Jahre 1865 (Gibraltar-Museum)
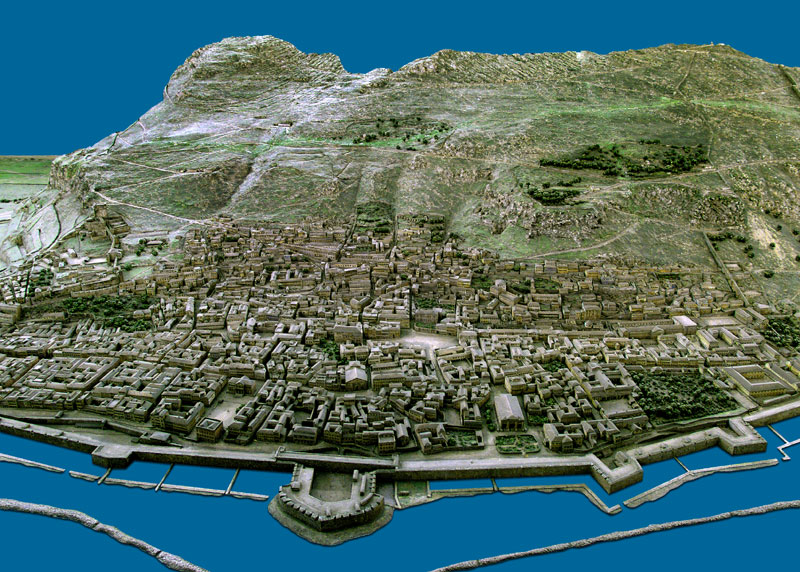
Batterie im Festungsmodell
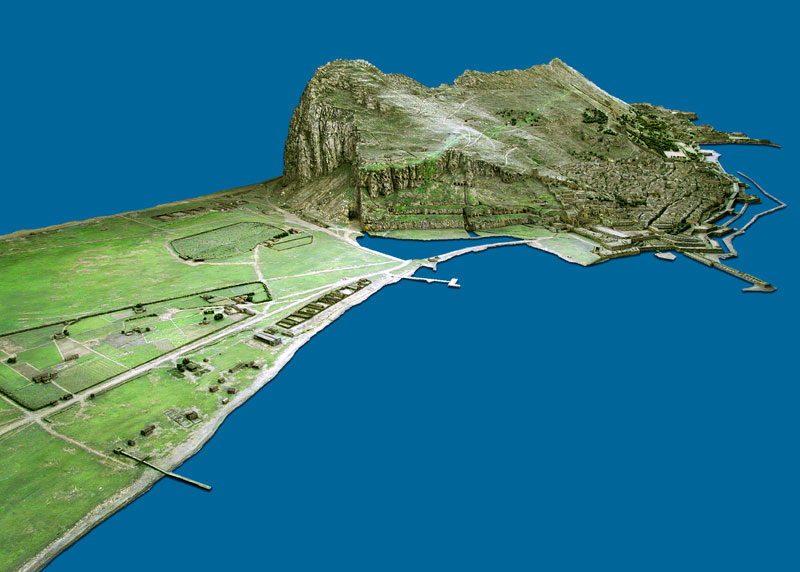
Festungsmodell mit der Maurischen Burg am linken oberen Siedlungsrand (rechts)
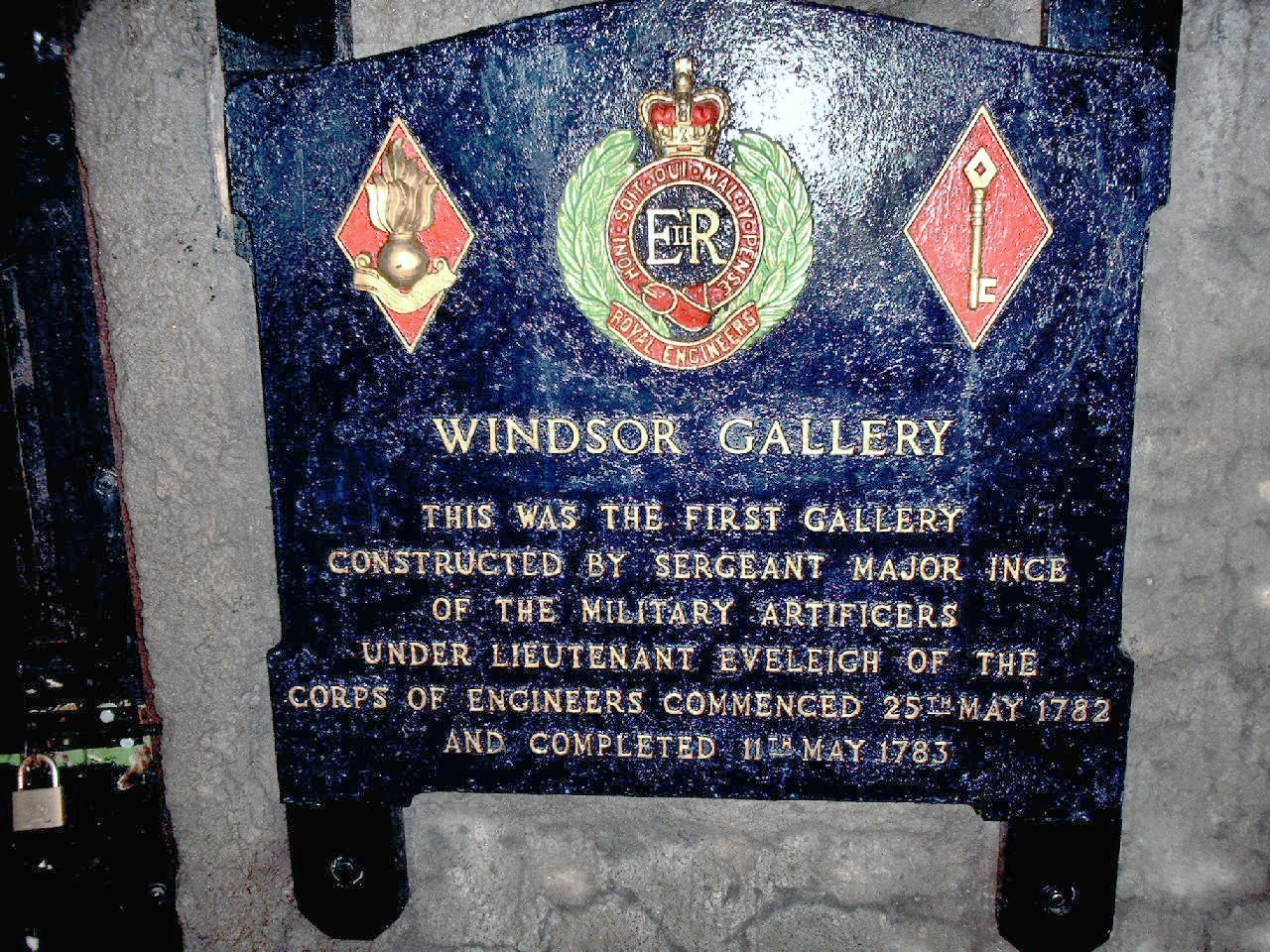
Denkmal zum Bau der Great Siege Tunnels, 1782 bis 1783
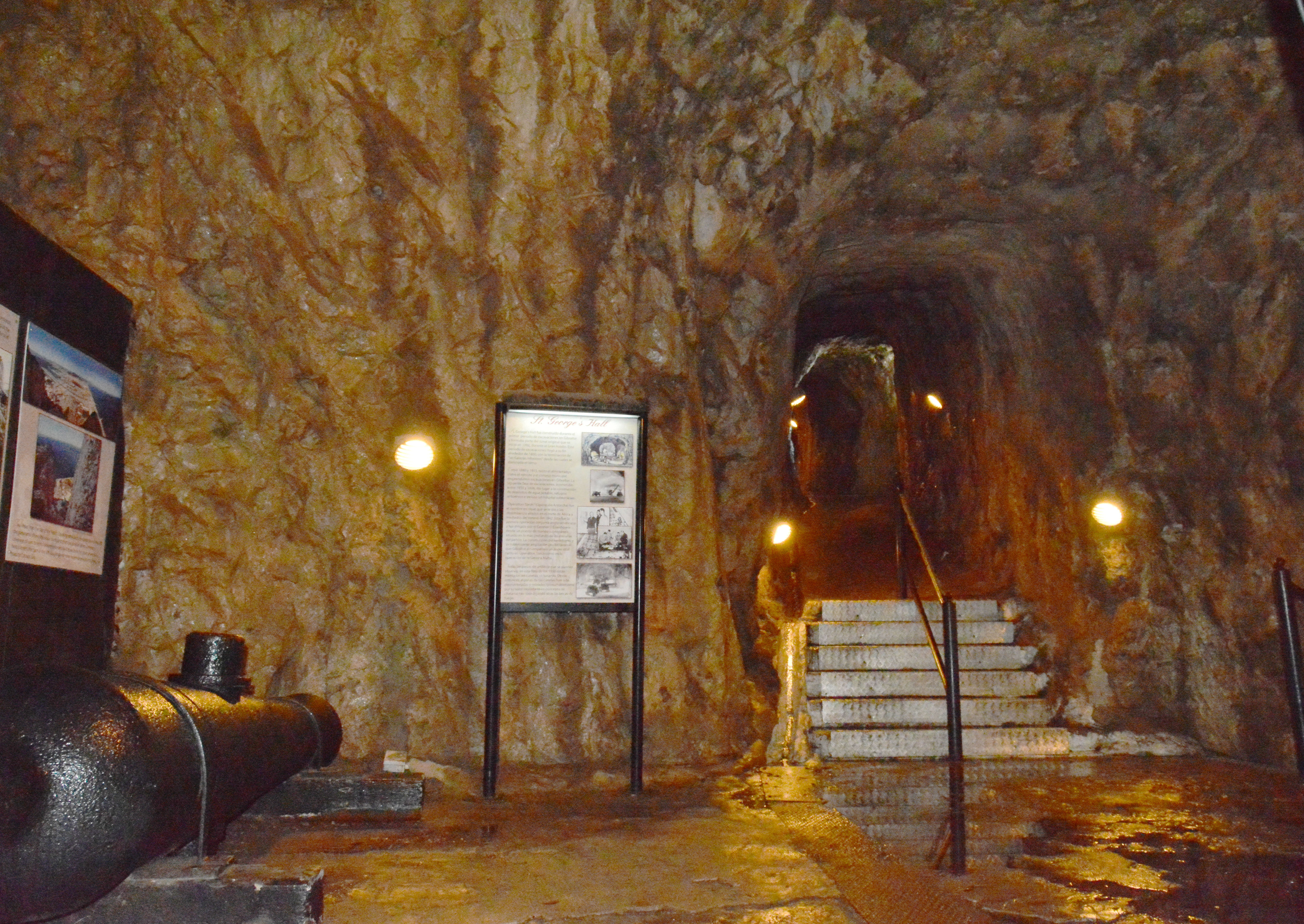
Tunnel/Festungsmuseum (hier ein Tunnel des späten 18. Jh.)
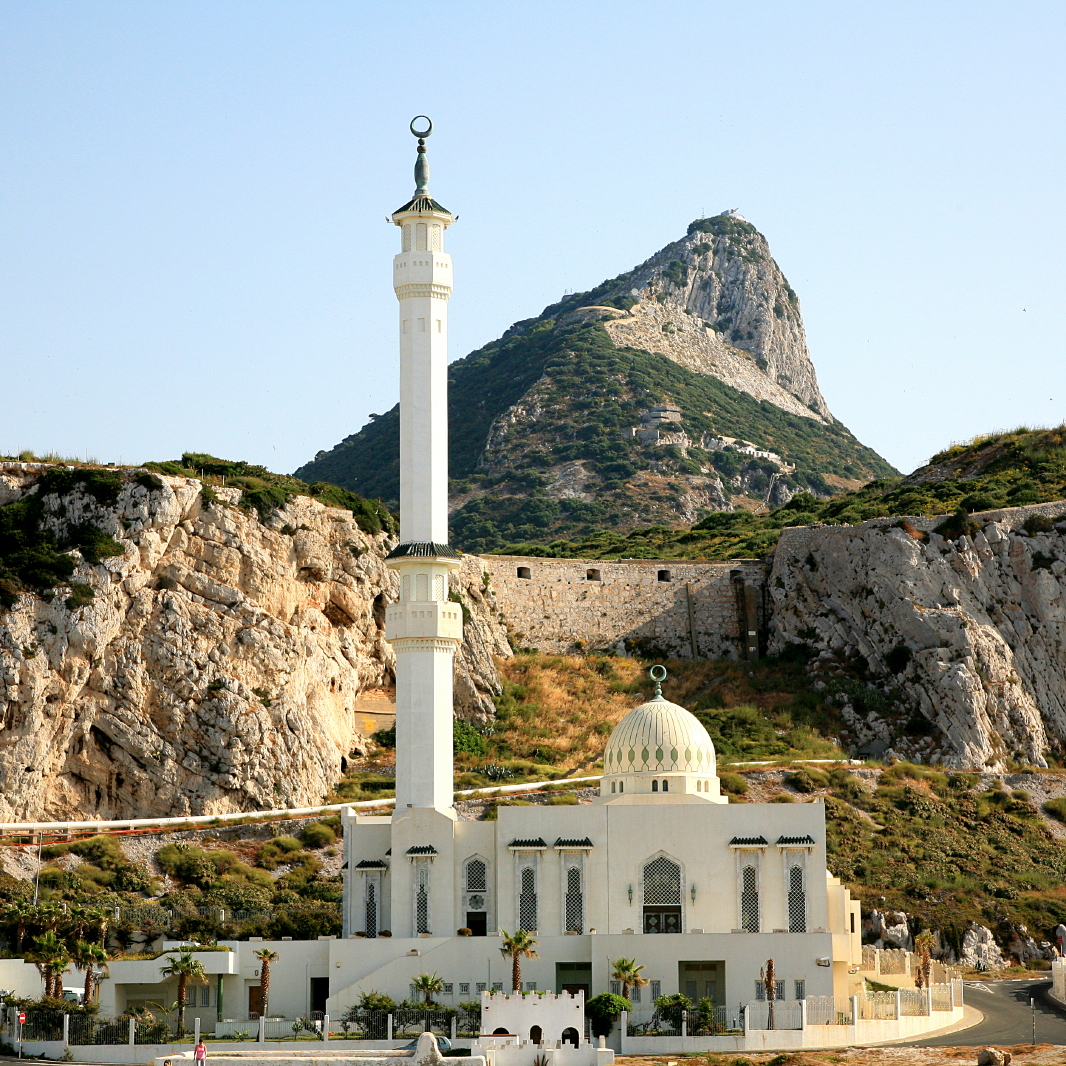
Befestigungen oberhalb der Ibrahim-al-Ibrahim-Moschee
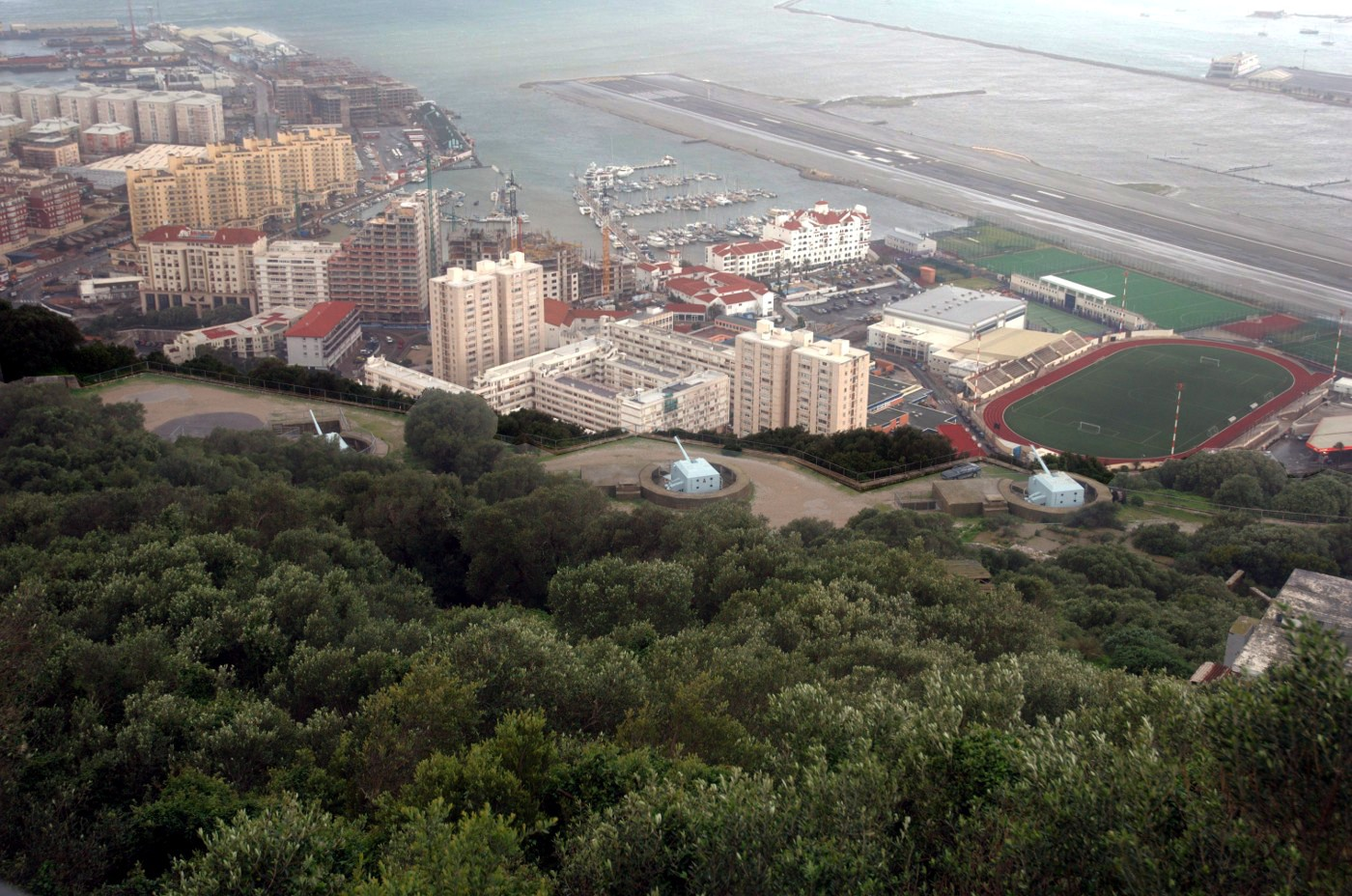
Artilleriestellungen in Gibraltar
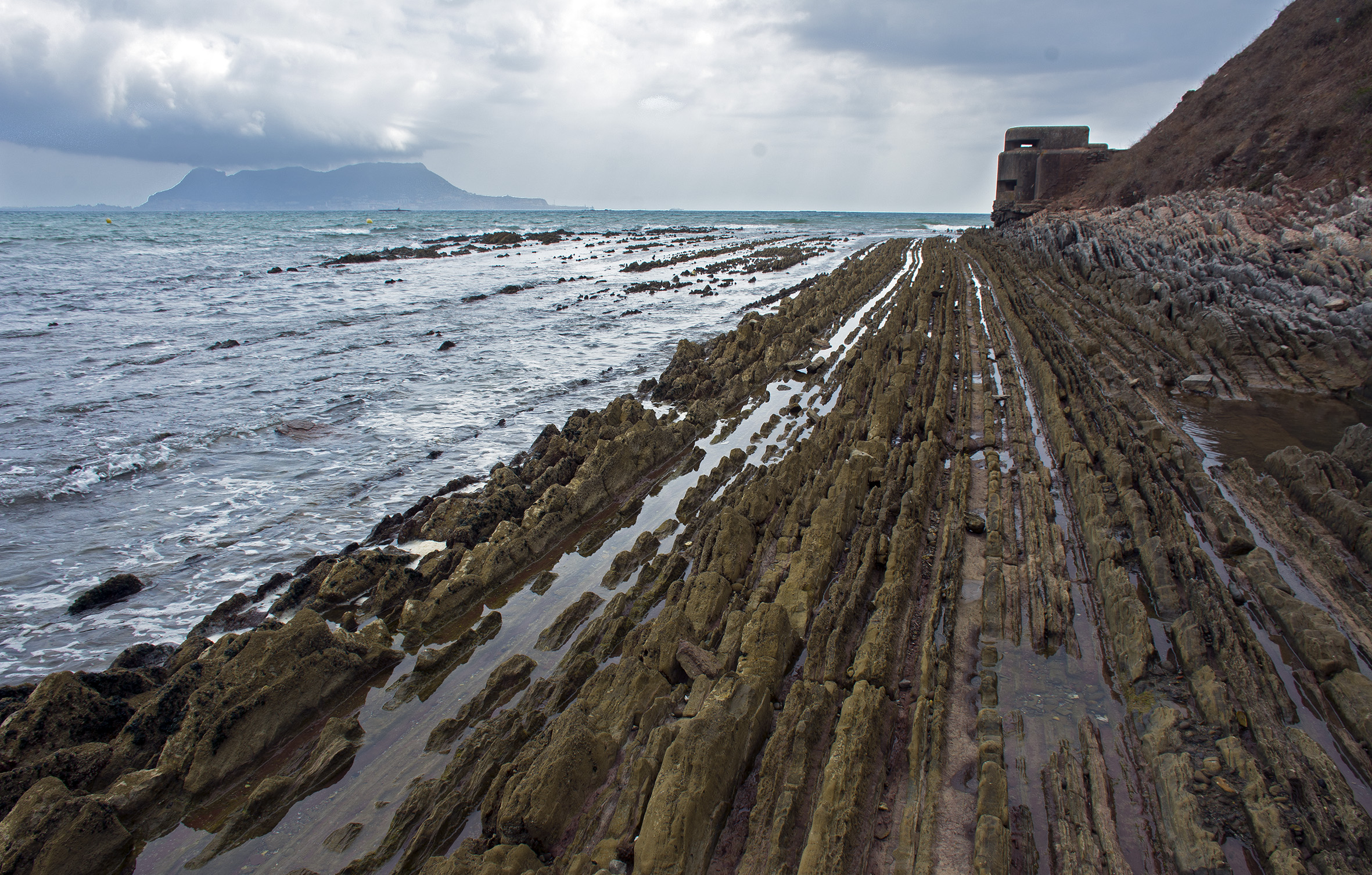
Küstenbatterie S. García
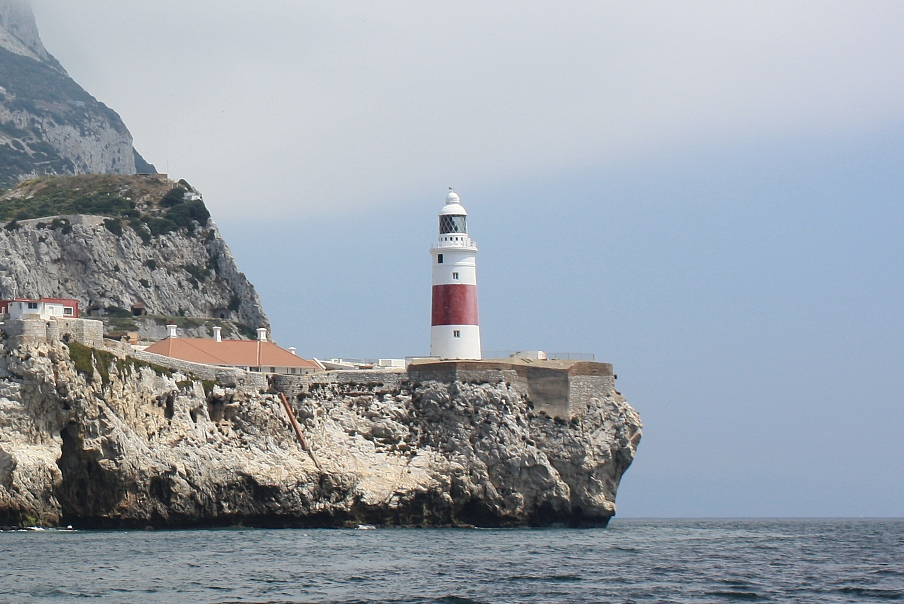
Befestigungsreste am Leuchtturm Europa Point

## Politik

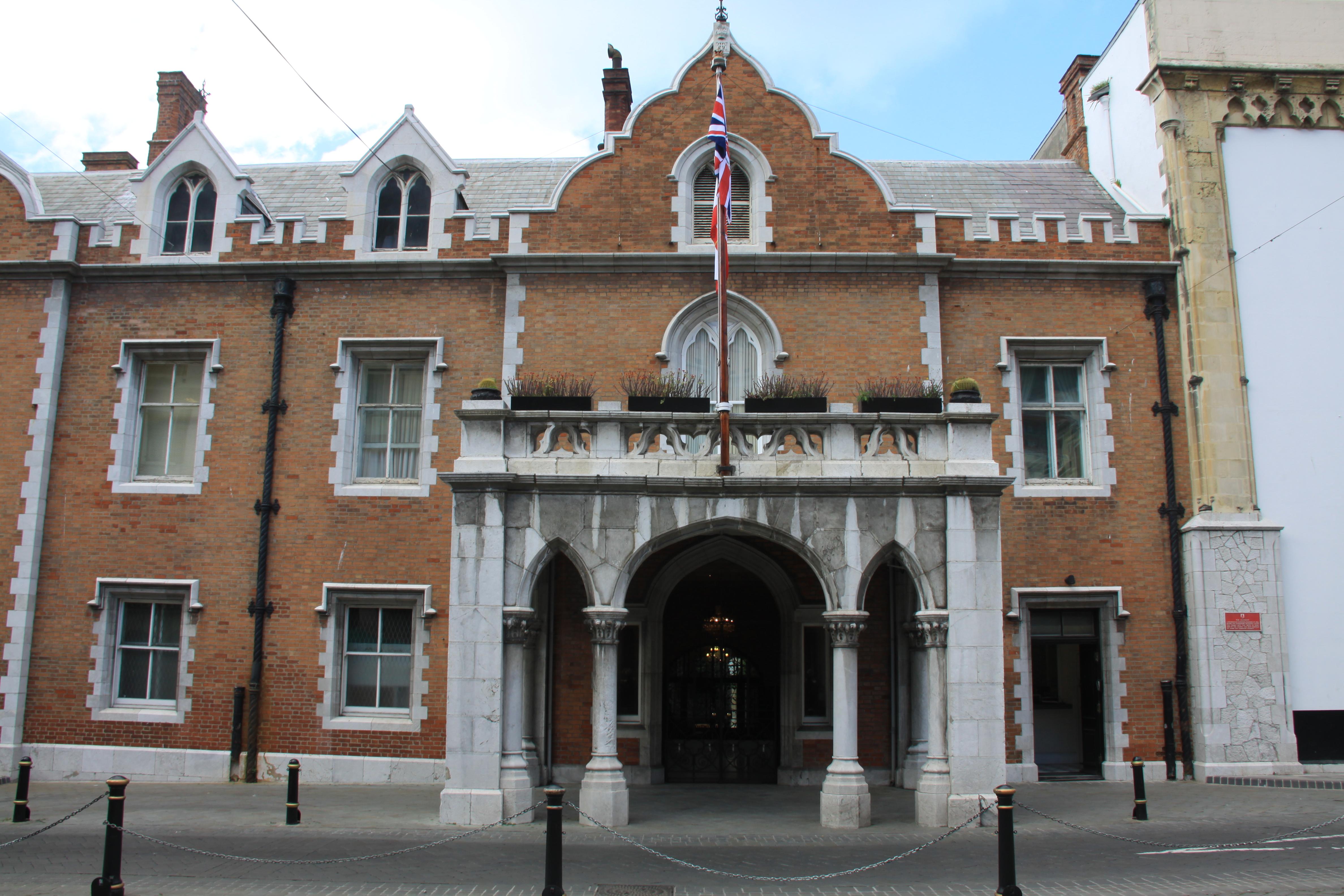
The Convent: Wohnsitz des Gouverneurs, ehemaliges Kloster

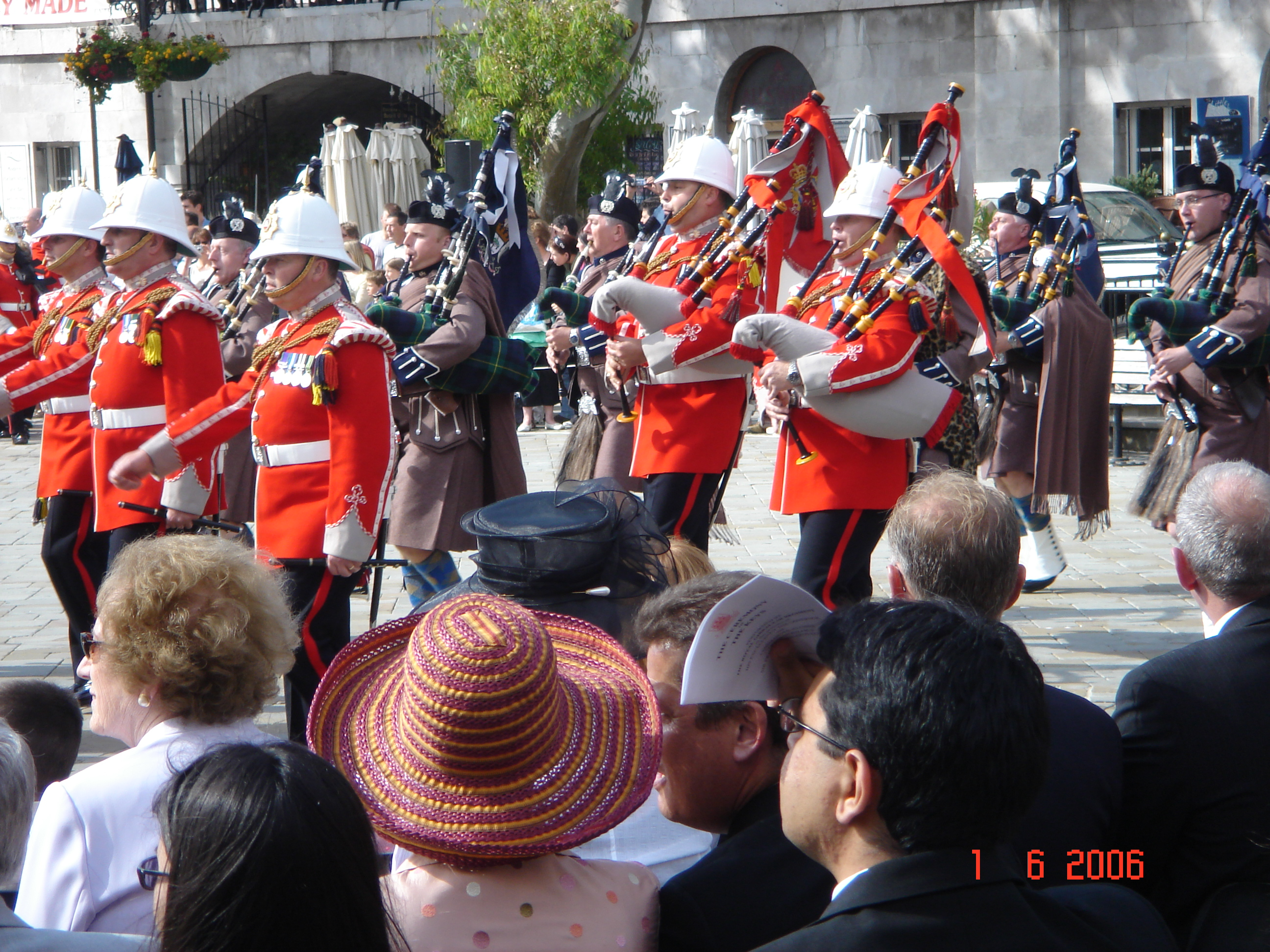
Musiker des Gibraltar-Regiments

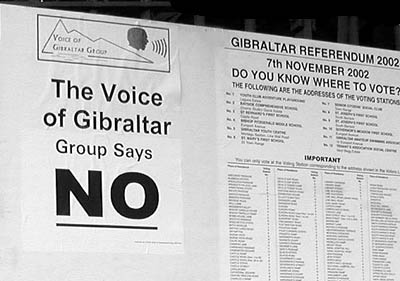
Abstimmungsplakat zum Volksreferendum von 2002

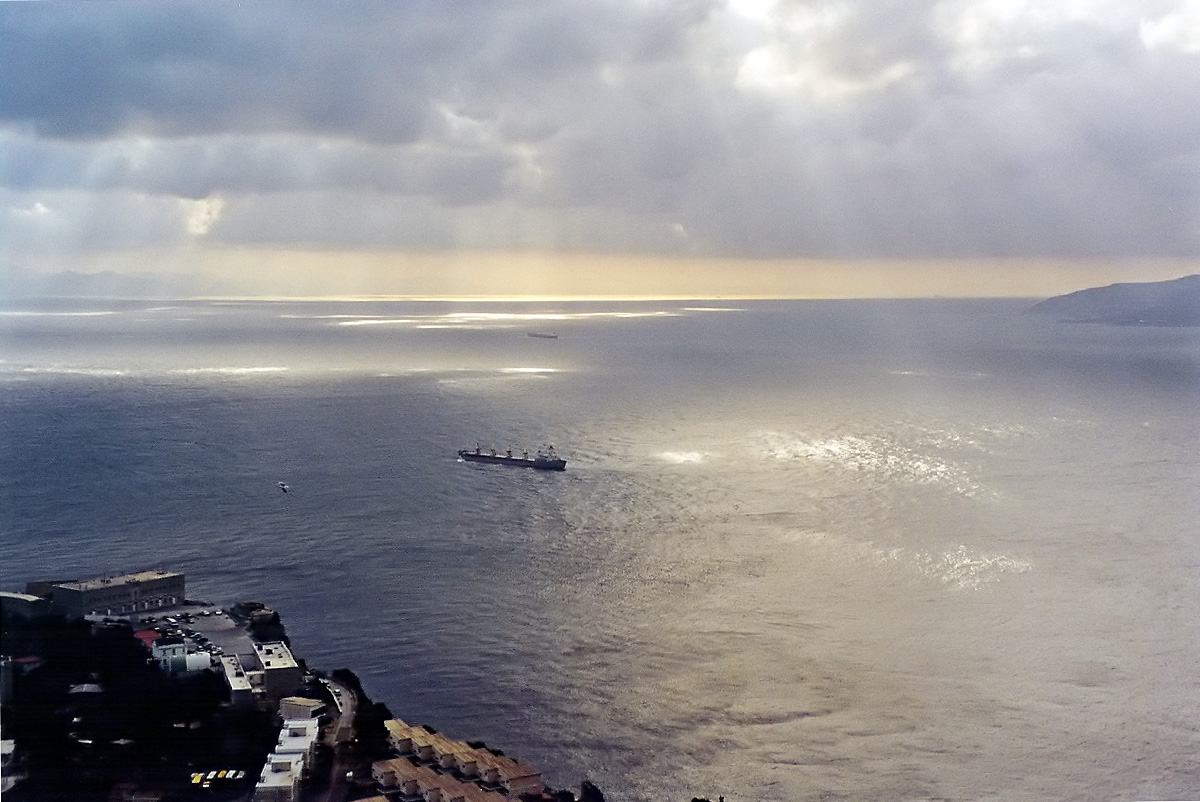
Bucht und Straße von Gibraltar

### Verhältnis zum Vereinigten Königreich
Gibraltar ist ein Überseeterritorium des Vereinigten Königreichs. Es hat eine eigene Regierung, die die Aufgaben der Selbstverwaltung erfüllt. Sie umfasst alle Bereiche außer Verteidigung, Außenpolitik und innere Sicherheit, die vom Vereinigten Königreich übernommen werden. Staatsoberhaupt ist der britische König; er wird in Gibraltar durch einen Gouverneur repräsentiert. Der Gouverneur ist gleichzeitig der Oberbefehlshaber der Armee und der Polizei. Der amtierende Gouverneur Ben Bathurst wurde im Juni 2024 ernannt.
Im November 2006 stimmten über 60 Prozent der gibraltarischen Bevölkerung für eine neue Verfassung, die größere Eigenständigkeit vorsieht, insbesondere im Justizwesen.

### Verhältnis zu Spanien
Seit 1704, als die Englische Krone die Herrschaft über die Halbinsel erlangte und im Vertrag von Utrecht 1713 zugesichert bekam, versucht Spanien, die britische Kolonie zurückzuerlangen. Im 18. Jahrhundert wurde dies mit militärischen Mitteln versucht, nämlich in den drei Belagerungen von 1704, 1727 und 1779–1783, allesamt erfolglos. Im 19. Jahrhundert waren weitere militärische Aktionen gegen Großbritannien infolge seiner weltweiten politischen und militärischen Dominanz aussichtslos und unterblieben daher. Obwohl Spanien in den Abkommen von Cartagena (1907) die britische Herrschaft anerkannt und bestätigt hatte, unternahm in den 1950er Jahren der spanische Diktator Francisco Franco neue Versuche, Gibraltar zu annektieren, wobei er auch den Exilpräsidenten Spaniens, Claudio Sánchez Albornoz, auf seiner Seite hatte. Seither fanden mehrere Verhandlungsrunden statt, die aber zu keiner abschließenden Lösung führten. In zwei Volksabstimmungen, in denen Gibraltar über einen Wechsel zu Spanien entschied, wurden die Vorschläge überaus deutlich verworfen: Am 10. September 1967 mit 12.138 zu 44 Stimmen und am 7. November 2002 mit 17.900 zu 187 Stimmen. 2002 war nur über eine gemeinsame britisch-spanische Ausübung der Souveränitätsrechte über Gibraltar abgestimmt worden. Durch verschiedene Repressionen hatte sich Spanien bei den Einwohnern Gibraltars unbeliebt gemacht, darunter die jahrelange komplette Schließung der Grenze (vom 9. Juni 1969 bis zum 4. Februar 1985), auch danach gab es oft lange Wartezeiten am Grenzübergang, Beschränkungen beim Zugang zu Telekommunikationsmitteln oder Versuche, Gibraltars Bevölkerung von der Teilnahme an internationalen Sportanlässen auszuschließen. Zwischen 2009 und 2011 gab es auch kleinere Grenzzwischenfälle in den Hoheitsgewässern.
Spanien war zwar zunächst von den Vereinten Nationen in dem Bestreben, die Souveränität über Gibraltar zu erlangen, unterstützt worden, da Gibraltar offiziell noch eine aufzulösende Kolonie ist. Nach diesen Abstimmungen stellte Jim Murphy, britischer Minister, aber klar, dass das Vereinigte Königreich nichts ohne die explizite Zustimmung der Gibraltarer tun würde. Außerdem sei der rechtliche Status Gibraltars umstritten und somit auch sein Status als Kolonie. Inzwischen sieht die UNO Gibraltar als ein rein bilaterales Problem zwischen Großbritannien und Spanien an und überlässt es diesen Staaten, eine Lösung zu finden.
Trotz der verbesserten Zusammenarbeit zwischen Spanien und dem britischen Überseegebiet herrscht bis in die heutige Zeit Uneinigkeit über die jeweiligen Hoheitsrechte vor der Küste Gibraltars. Spanien erkennt nur eine kleine Zone rund um den Hafen als britisch an und beruft sich dabei auf den Vertrag von Utrecht, das Vereinigte Königreich hingegen beansprucht unter Berufung auf dieselbe Urkunde eine Drei-Meilen-Zone, was wiederholt zu Zusammenstößen zwischen der spanischen Guardia Civil und britischen Patrouillenbooten führte. Am 18. November 2009 beobachtete die Guardia Civil, wie ein Schnellboot der britischen Marine sieben Seemeilen südlich von Gibraltar Schießübungen auf eine Boje mit der spanischen Flagge durchführte; der britische Botschafter Giles Paxman entschuldigte sich wenig später für „mangelndes Urteilsvermögen und fehlende Sensibilität“ der Schiffsbesatzung. Am 7. Dezember 2009 fuhr ein Boot der Guardia Civil bei der Verfolgung mutmaßlicher Drogenschmuggler bis in den Hafen von Gibraltar. Die spanischen Sicherheitskräfte machten dort zwar die zwei Insassen des flüchtenden Schnellbootes dingfest, wurden aber ihrerseits von der Gibraltar Squadron festgenommen. Der spanische Innenminister Alfredo Pérez Rubalcaba entschuldigte sich wenig später bei Gibraltars Chief Minister Peter Caruana für das „nicht korrekte Verhalten“ seiner Beamten. Diese wurden noch am selben Tag wieder auf freien Fuß gesetzt.
Ende Juli 2013 ließ die Regierung von Gibraltar 70 je drei Tonnen schwere eisenbewehrte Betonklötze im Meer versenken. Fischer protestierten gegen die Klötze. Premierminister David Cameron bat etwa drei Wochen später in einem Telefongespräch mit EU-Kommissionspräsident José Manuel Barroso „dringend“ um die Entsendung von EU-Beobachtern an die Grenze.
Juristisch umstritten ist auch der Verlauf der Landgrenze. De facto bildet der 1909 von Großbritannien errichtete Zaun, der etwa 800 Meter nördlich des Nordhangs des Felsens von Gibraltar verläuft, die Grenze. Dieser Grenzverlauf wird offiziell von Spanien nicht anerkannt, da nach dem Vertrag von Utrecht nur „die Stadt und die Burg von Gibraltar nebst dem zugehörigen Hafen und den zugehörigen Verteidigungsanlagen und Befestigungen“ abgetreten wurden. Das umstrittene Gebiet wird heute zum größten Teil vom Flughafen von Gibraltar eingenommen. Anders als die Frage der Küstengewässer hat die Landgrenze jedoch in den letzten Jahrzehnten keinen Anlass von tatsächlichen Auseinandersetzungen gegeben. Spanischerseits wird die De-facto-Grenze jedoch nicht als „Grenze“, sondern als la verja („der Zaun“) bezeichnet.
Im November 2018 drohte die spanische Regierung damit, den EU-Gipfel am 25. November 2018 zu boykottieren. Grund war die Sorge Spaniens, man würde durch die Unterzeichnung des Brexit-Abkommens die Grenzen des Vereinigten Königreichs in ihrem derzeitigen Verlauf festschreiben. Da die spanische Regierung weiterhin auf ihren Gebietsanspruch insistiert, wollte diese es unbedingt vermeiden, einen Anspruch des Vereinigten Königreichs durch das Abkommen zu festigen. Nach diplomatischen Verhandlungen wurde der Vertrag am 24. November 2018 dahingehend konkretisiert, dass das Brexit-Abkommen keinerlei Verpflichtungen hinsichtlich des Geltungsbereichs schaffe. Die künftigen Abkommen zwischen der EU und dem Vereinigten Königreich müssten nicht zwingend für die im Austrittsabkommen genannten Gebiete gelten. Spanien gab infolgedessen die Bedenken gegen das Abkommen auf.

### Politisches System
Die Bevölkerung Gibraltars wählt das siebzehnköpfige Gibraltar Parliament. Jeder Wähler hat zehn Stimmen. Eine Einteilung in Wahlkreise gibt es nicht. Da eine Personenwahl stattfindet, ist die Vertretung der Parteien nicht notwendigerweise proportional. Derzeit sind drei Parteien im Parlament vertreten.
Der von einer Mehrheit unterstützte Kandidat wird vom Gouverneur zum Regierungschef (Chief Minister) ernannt. Außer diesem besteht die Exekutive noch aus dem Finanz- und dem Justizminister.
Bei den Parlamentswahlen am 8. Dezember 2011 erhielt die Gibraltar Socialist Labour Party (GSLP) sieben Mandate, die Gibraltar Social Democrats (GSD) des früheren Chief Minister Peter Caruana trotz erheblich höherer Stimmenzahl ebenso nur sieben Sitze. Die Liberal Party of Gibraltar (Libs) ist mit drei Sitzen vertreten und bildet mit der GSLP eine Koalition, sodass die GSD derzeit in der Opposition ist.
Die GSLP stellt mit Fabian Picardo den Chief Minister. Alle Parteien sind für Gibraltars Selbstregierung. Sowohl GSD als auch GSLP weigern sich, Vereinbarungen mit Spanien zu treffen, wobei die GSLP traditionell radikaler ist.
Bis 2006 trug das Gremium den Namen House of Assembly. Die Namensänderung im Zuge der neuen Verfassung sollte auch das höhere Maß an Selbständigkeit ausdrücken, da House of Assembly ein wiederholt verwendeter Name in britischen Kolonien war. Es hatte auch 17 Mitglieder, aber nur 15 wurden von der Bevölkerung gewählt. Jeder Wähler hatte acht Stimmen, was oft dazu führte, dass die Parteien acht Kandidaten aufstellten mit der Bitte, alle zu wählen. Hierdurch erhielt die stärkste Fraktion in der Regel acht Sitze, die unterlegene Partei sieben Sitze.

### Verhältnis zur EU
Im Gegensatz zu allen anderen Britischen Überseegebieten war Gibraltar bis zum 31. Januar 2020 mit dem Vereinigten Königreich Mitglied der Europäischen Union.
Aus Sicht der Europäischen Union sind die Einwohner nicht Staatsangehörige des Vereinigten Königreichs (EuGH C-145/04, 2006). Es gibt einige spezielle Regelungen:
- Gibraltar ist den freien Warenverkehr betreffend nicht Teil des EU-Binnenmarktes.[29]
- Die EU-Bestimmungen zur Mehrwertsteuer finden in Gibraltar keine Anwendung.
- Gibraltar nimmt nicht an der Gemeinsamen Agrarpolitik und der Fischereipolitik teil.

Im Jahr 2003 erhielten die Bewohner Gibraltars durch den European Parliament (Representation) Act 2003 das Wahlrecht für das Europäische Parlament, obwohl die Bürger keine Unionsbürger im Sinne des Art. 20 AEUV waren. Dies begründete der EuGH mit der engen Verbindung von Gibraltar zum Vereinigten Königreich. Bei den Europawahlen gehörte Gibraltar zum Europawahl-Wahlkreis South West England, der sieben Vertreter stellte (er bestand aus der Region South West England und Gibraltar). Bei der Europawahl 2004 nutzten 57,5 % der Wahlberechtigten Gibraltars ihr damaliges neues Recht. Damit lag die Wahlbeteiligung 18,6 Prozentpunkte über dem britischen Durchschnitt.

#### Brexit
Beim Referendum über den Verbleib des Vereinigten Königreichs in der Europäischen Union 2016 stimmten 95,9 % für den Verbleib in der Europäischen Union (19.322 Stimmen), 4,1 % für den Brexit (823 Stimmen) – bei einer Wahlbeteiligung von 83,5 %. Gibraltar war damit der Stimmbezirk mit dem höchsten Stimmanteil für einen Verbleib in der EU.
Mitte 2014 schlug José Manuel García-Margallo, damals Außenminister Spaniens im Kabinett Rajoy I, „eine britisch-spanische Ko-Souveränität“ für die Halbinsel vor. Dieser Status solle für einen begrenzten Zeitraum gelten, bis das britische Gebiet an Spanien zurückgegeben werde. In dieser Übergangszeit könnten die Einwohner Gibraltars britische Staatsbürger bleiben und eine besondere Steuerregelung erhalten. Die Idee einer geteilten Souveränität wurde bereits bei Verhandlungen zwischen London und Madrid in den Jahren 2001 und 2002 geprüft. Bei einem Referendum wurde sie von den Bürgern Gibraltars aber abgelehnt. Joseph García, stellvertretender Chefminister Gibraltars, gab an, die Position Gibraltars bezüglich Spaniens habe sich auch nach dem EU-Referendum nicht geändert. Man sehe sich als Briten; die Zukunft Gibraltars liege aber in der EU.
Im langfristigen Handels- und Kooperationsabkommen, das die langfristigen Beziehungen zur EU regeln soll, wurde Gibraltar aufgrund seiner besonderen Situation ausgeklammert. Ende 2020, kurz vor dem Austritt des Vereinigten Königreichs aus dem Europäischen Binnenmarkt, schlossen Spanien und das Vereinigte Königreich eine Rahmenvereinbarung mit dem Ziel der Aufnahme von Gesprächen zwischen der Europäischen Union und dem Vereinigten Königreich über die Annäherung Gibraltars an den Schengen-Raum. Die Position der Europäischen Union ist es jedoch, Gibraltar nicht in den Schengen-Raum und auch nicht in die Zollunion aufzunehmen, sondern den Personen- und Warenverkehr in gewissem Umfang zu erleichtern. Am 5. Oktober 2021 hat der Rat die Aufnahme von Verhandlungen über ein Abkommen mit dem Vereinigten Königreich in Bezug auf Gibraltar genehmigt.
Im Juni 2025 schlossen die Europäische Union und das Vereinigte Königreich einen neuen Vertrag, der den freien Zugang nach Gibraltar gewährleistet. Dazu musste Gibraltar von der Liste der „Geldwäsche-Länder“ der EU  gestrichen werden, die spanischen Zollbehörden erhalten Kontrollrechte in Gibraltar.

## Wirtschaft
Die Wirtschaft Gibraltars wird vor allem vom Tourismus bestimmt. 2017 zählte man 7,7 Mio. Ankünfte. Neben vielen Tagestouristen übernachten auch immer mehr Touristen in den zahlreichen Hotels. Daneben tragen das Offshore-Finanzwesen sowie Schiffbau und Schiffsreparatur mit jeweils etwa 25 Prozent zum Bruttoinlandsprodukt bei. Es existiert eine Wertpapierbörse, welche als Gibraltar Stock Exchange bekannt ist. An vierter Stelle steht der Telekommunikationsbereich, der zu etwa 10 Prozent am BIP beteiligt ist. Einen immer größeren Teil der Wirtschaft stellt die wachsende Zahl in Gibraltar angesiedelter internationaler Anbieter von Online-Sportwetten sowie -Casinos dar. Im Haushaltsjahr 2011/2012 betrug das Bruttoinlandsprodukt 1.169,37 Mio. £, das entsprach Mitte 2012 etwa 1,837 Mrd. US$.
Im Staatshaushalt wurden seit 2004 regelmäßig Überschüsse erwirtschaftet, die jeweils zwischen 1,1 % und 4,1 % des BIP betrugen. So standen im Haushaltsjahr 2011/2012 Einnahmen von 454,6 Mio. £ lediglich Ausgaben von 420,3 Mio. £ gegenüber, was einem Haushaltsüberschuss von 2,93 % des BIP entsprach.
Das Gibraltar-Pfund ist formal eine eigene Währung, ist aber in einem Verhältnis von 1:1 fest an das britische Pfund gebunden. Deswegen wird auch oft mit britischen Pfund bezahlt und weniger mit dem Euro.
In einer Rangliste der wichtigsten Finanzzentren weltweit belegte Gibraltar den 66. Platz (Stand: 2018).

## Postwesen

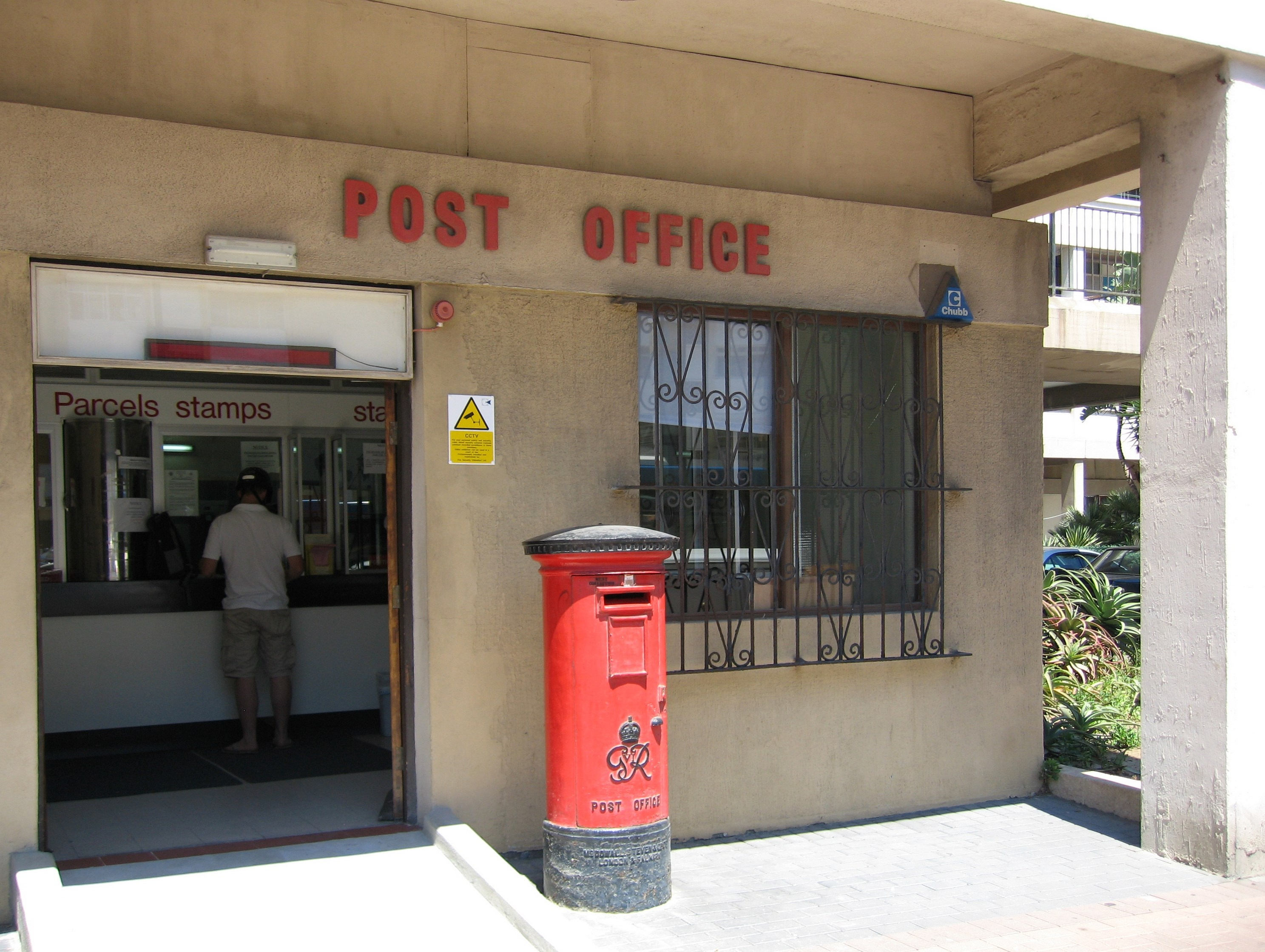
Postamt in Gibraltar

Für Postdienstleistungen war in Gibraltar ab 1886 das „Gibraltar Post Office“ zuständig. Im Jahre 2005 wurde ihm von der britischen Königin Elisabeth II. der Titel „Royal“ verliehen, sodass das Postwesen in Gibraltar nun in der Hand des „Royal Gibraltar Post Office“ liegt. Damit ist die Postgesellschaft von Gibraltar das einzige Postunternehmen außerhalb des britischen Mutterlandes, dem der Titel „Royal“ zuerkannt wurde.
Das Royal Gibraltar Post Office gibt eigene Briefmarken heraus, deren Nominalwerte in Gibraltar-Pfund (GIP) ausgewiesen werden. Aufgrund der geographischen Limitierung sind die Briefmarken des „Royal Gibraltar Post Office“ bei Touristen und Sammlern sehr beliebt. Die Briefmarken weisen häufig das Motiv der britischen Königin Elisabeth II. auf.
Postsendungen von Gibraltar in das Ausland (Ausnahme Spanien) werden zunächst nach London geflogen und von dort aus in ihre Bestimmungsstaaten weitertransportiert. Postsendungen für Spanien werden hingegen an der Landesgrenze der spanischen Post übergeben. Die gleiche Vorgehensweise gilt ebenfalls in umgekehrter Richtung für Postsendungen aus dem Ausland nach Gibraltar. Das Hauptpostamt ist in der Main-Street 104 zu finden.

## Verkehr

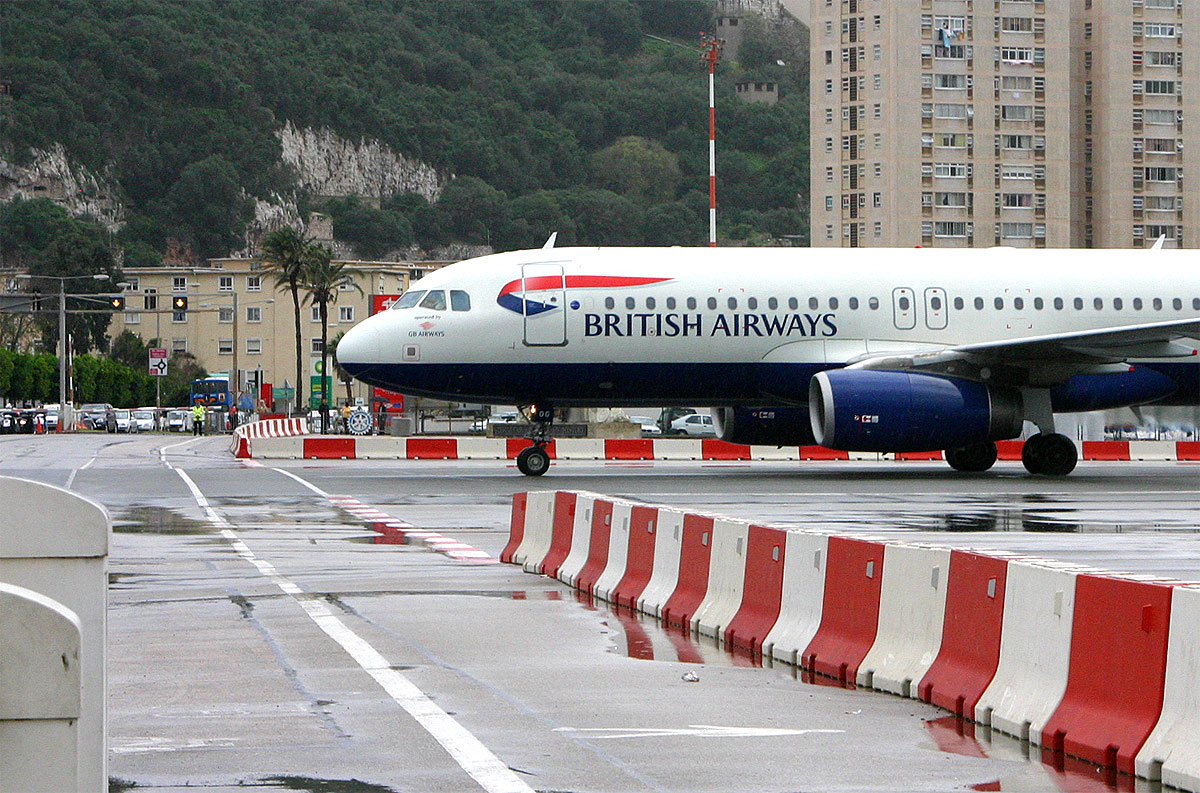
Die Start- und Landebahn des Gibraltar Airport führte bis zum 31. März 2023 über eine Straße

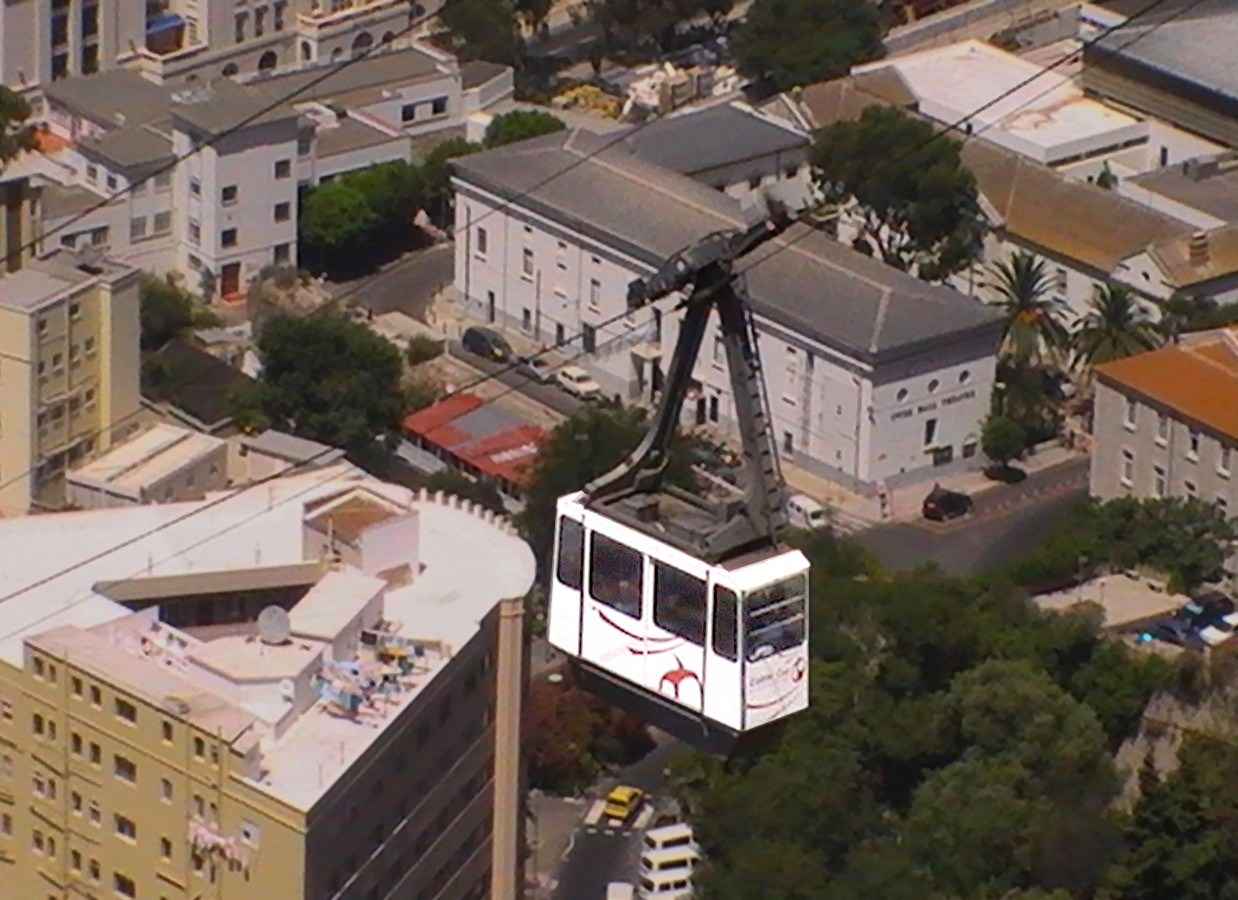
Seilbahn über den Dächern von Gibraltar

Der internationale Flughafen Gibraltar befindet sich ganz im Norden. Es handelte sich bis zum 31. März 2023 um den weltweit einzigen Flughafen, dessen Landebahn eine (vierspurige) Straße höhengleich kreuzte. Seither wird der Straßenverkehr im Kingsway Tunnel unter der Start- bzw. Landebahn geführt. Fußgänger und Radfahrer können weiterhin die höhengleiche Querung nutzen.
Gibraltar ist ein sehr bedeutender Nachschubplatz für Schiffsdiesel im Mittelmeer. Im Jahre 2005 liefen 6662 hochseetaugliche Schiffe den Hafen an, 90 % von ihnen zum Tanken.
In Gibraltar verkehren neun Buslinien (Linien 1 bis 4 und 7 bis 9, betrieben durch die Gibraltar Bus Company, sowie die Linien 5 und 10, betrieben durch Calypso Transport). Die Beförderung auf den Linien der Gibraltar Bus Company ist kostenfrei für Inhaber bestimmter Ausweise, andere zahlen 2,50 Gibraltar-Pfund bzw. 3,30 Euro für ein Tagesticket. Auf den Linien von Calypso Transport kostet ein Tagesticket 6 Gibraltar-Pfund bzw. 9 Euro, Einzelfahrten kosten 1,40 Gibraltar-Pfund bzw. 2,10 Euro.
In Gibraltar gilt wegen der geringen Größe und seiner Nähe zu Spanien seit dem Jahr 1929 der Rechtsverkehr. Die zulässige Höchstgeschwindigkeit in innerstädtischen Bereichen beträgt 25 Meilen pro Stunde (40 km/h) und bis zu 50 Meilen pro Stunde (80 km/h) auf offenen Straßen außerhalb bebauter Gebiete. 

Von der Innenstadt zum Felsen (Upper Rock) gibt es eine regelmäßig verkehrende Seilbahn mit einer Zwischenstation.

## Kultur
Die gibraltarische Kultur ist stark beeinflusst durch die britische, die spanische und auch die marokkanische Kultur.
Musikbands aus Gibraltar sind zum Beispiel Breed 77, The SoulMates und No Direction.

### Nationalfeiertag
Der gibraltarische Nationalfeiertag ist der 10. September. Er erinnert damit an das Referendum am 10. September 1967, bei dem sich eine überwältigende Mehrheit der Bürger für einen Verbleib bei Großbritannien entschied. Viele Häuser werden mit der Flagge Gibraltars und rot-weißen Luftballons verziert. Von 1992 bis 2015 wurde an diesem Tag für jeden Bürger ein Ballon „in die Luft entlassen“, dieses Ritual ist 2016 wegen Naturschutzbedenken verboten worden.

### Bekannte Gibraltarer
- Henry Francis Cary (1772–1844), britischer Schriftsteller und Übersetzer
- Michael George Bowen (1930–2019), römisch-katholischer Erzbischof von Southwark
- Charles Caruana (1932–2010), römisch-katholischer Bischof von Gibraltar
- Albert Hammond (* 1944), Singer-Songwriter und Musikproduzent
- John Galliano (* 1960), britischer Modedesigner
- Karel Mark Chichon (* 1971), Dirigent
- Ava Addams (* 1979), Pornodarstellerin
- Misha Verollet (* 1981), Schriftsteller
- Kaiane Aldorino (* 1986), Miss World 2009
- Maroua Kharbouch (* 1990), Schönheitskönigin

## Sport
Die Fußballnationalmannschaft von Gibraltar existiert seit 1895 und belegte unter anderem beim FIFI Wild Cup den dritten Platz. Es wird jährlich eine nationale Meisterschaft ausgespielt.
Es gibt ein Fußballstadion, in dem sämtliche Ligaspiele sowie Länderspiele ausgetragen werden. Am 8. Dezember 2006 wurde der Fußballverband von Gibraltar vorläufig als UEFA-Mitglied aufgenommen. Eine definitive Abstimmung erfolgte am 26. Januar 2007 in Düsseldorf – dort wurde der Antrag Gibraltars zur UEFA-Mitgliedschaft abgelehnt. Nach einem Urteil des Internationalen Sportgerichtshofs CAS vom August 2011 musste die Entscheidung revidiert und Gibraltar ab 1. Oktober 2012 erneut als vorläufiges Mitglied aufgenommen werden. Daraufhin wurde Gibraltar als eigenständiger Nationalverband bei den Auslosungen zur EM der U-17, der U-19 und zum UEFA Futsal Cup berücksichtigt. Die endgültige Aufnahme wurde im Rahmen des 37. UEFA-Kongresses am 24. Mai 2013 in London beschlossen. Per Exekutiv-Entscheid ist auch als Vollmitglied ein Aufeinandertreffen von Mannschaften aus Spanien und Gibraltar in Gruppenspielen nicht zulässig. Am 19. November 2013 bestritt die Nationalmannschaft im portugiesischen Faro ihr erstes offizielles Länderspiel gegen ein anderes UEFA-Mitglied. Die Partie gegen die Slowakei endete 0:0. Die Qualifikation zur Fußball-Europameisterschaft 2016 war das erste Turnier, bei dem Gibraltar um die Teilnahme spielte. Das erste Spiel gegen Deutschland fand am 14. November 2014 in Nürnberg statt und endete 4:0 für Deutschland.
Ähnlich der Entwicklung zur UEFA-Aufnahme Gibraltars hatte die CAS über die Aufnahme Gibraltars bei der FIFA zu entscheiden. Vor allem Spanien wehrte sich, wie ehedem bei der Aufnahme in die UEFA, gegen eine Mitgliedschaft Gibraltars. Zugleich wurde argumentiert, dass Gibraltar kein in sich freies Land wäre und damit die Voraussetzungen für eine Aufnahme in die FIFA nicht erfüllt wären. Die CAS urteilte, dass die FIFA baldmöglichst alle Voraussetzungen zu schaffen hätte, Gibraltar als Vollmitglied aufnehmen zu können. Gibraltar wurde 2016 in die FIFA aufgenommen.
Auch in anderen Sportarten kämpfen die Nationalmannschaften Gibraltars um internationale Anerkennung. Rugby und Cricket haben sich auf Grund der Historie Gibraltars etabliert. Im Cricket wird am europäischen Wettbewerb teilgenommen.
Special Olympics Gibraltar wurde 1985 gegründet und nahm mehrmals an Special Olympics Weltspielen teil.

## Medien
Die Gibraltar Broadcasting Corporation (GBC) betreibt einen Radio- und Fernsehsender für Gibraltar. Die örtliche Variante des britischen Soldatensenders British Forces Broadcasting Service ist sowohl online als auch über Eutelsat 10A zu empfangen. Außerdem gibt es verschiedene Tageszeitungen in englischer und spanischer Sprache. Die wichtigsten gibraltarischen Tageszeitungen sind der Gibraltar Chronicle und Panorama.
Seit 1995 existiert die länderspezifische Top-Level-Domain .gi.

## Städtepartnerschaften
Gibraltar unterhält derzeit zwei Städtepartnerschaften:
- Ballymena, Vereinigtes Königreich (seit 2006)[54]
- Funchal, Portugal (seit 2009)[55]

## Sonstiges
Gibraltar gilt spätestens seit Ende des 18. Jahrhunderts als Inbegriff einer uneinnehmbaren Festung. Im deutschen Sprachgebrauch kam es infolgedessen zu einer sinnbildlichen Übertragung auf andere, stark bewehrte sowie von natürlichen Gewässern und/oder Hochmassiven zusätzlich gesicherte Festungsstädte. Sie bezeichnete man vereinzelt als „Gibraltar des Nordens“. Zuerst kam der Begriff im Jahr 1795 für die Festung Luxemburg auf, später auch für die Festungen Ehrenbreitstein bzw. Koblenz sowie für die Klütfestung bei Hameln. Den drei genannten Festungen gemeinsam ist jedoch, dass sie alle mindestens einmal in Feindeshand fielen, im Gegensatz zu ihrem Vorbild an Spaniens Südküste.